# 香港人口史
香港人口以華人為主，現今的香港人主要為於1945年日本投降以後，由中國大陸以及世界各地的華人移民及其後代。
日佔時期的1942年，日本執行「歸鄉政策」，軟硬兼施強迫大量市民移居至中國大陸，以減輕人口壓力，使致1945年日本投降以後，香港人口下跌至只有50萬。但及後第二次国共内战以及中华人民共和国建国，而相反香港較少動亂，使中國各地人民逃走至香港，香港人口急增至220萬。這批新增人口主要來自廣東及福建，亦有不少為浙江籍、江蘇籍、山東籍以至全國各地人口，當中包括大量精英。
1949年6月，港英政府制定《紧急状态条例》，封锁香港深圳边界，两地人民自由往来历史终结。1950年代至1980年代，因政治、经济因素，除少量合法移民外，中国大陆大量人口由廣東省逃港。此类移民為香港充滿富有冒險精神的企業家及勤奮低廉的勞動力，香港亦由轉口貿易變為製造業主導。及後東南亞的政局動盪亦使福建籍人把東南亞的資本大量移入香港，香港經濟急速起飛，金融業興旺，而且香港本土出現了不少廣東籍的新資本家，從股市、樓市取得大量財富，為福建籍以外的主要華人資本家，香港亦由製造業主導慢慢變為金融業以及地產業主導。
1980年代末期開始，香港人均生產總值超越當時的宗主國英國。因過量人口湧入香港，1980年港英政府取消抵壘政策，而且改為即捕即解，此後中國居民只可用合法途徑來港定居，其中最多人從大陸發出的單程證來港，約每十年50萬以上人士憑證定居。
根據2011年香港人口普查結果，常住在香港的華人接近650萬，佔總人口的91.8%；另外有逾451,000少數族裔人士居住香港，當中8成為非華裔亞洲人，大部分為印尼人及菲律賓人。
在香港出生的人口約60.5%，在中國大陸、台灣及澳門出生的比率為32.1%，香港有83.1%人居於香港達10年或者以上。
香港是世界人口密度最高的地方之一，每平方公里為6,544人。

## 人口數據

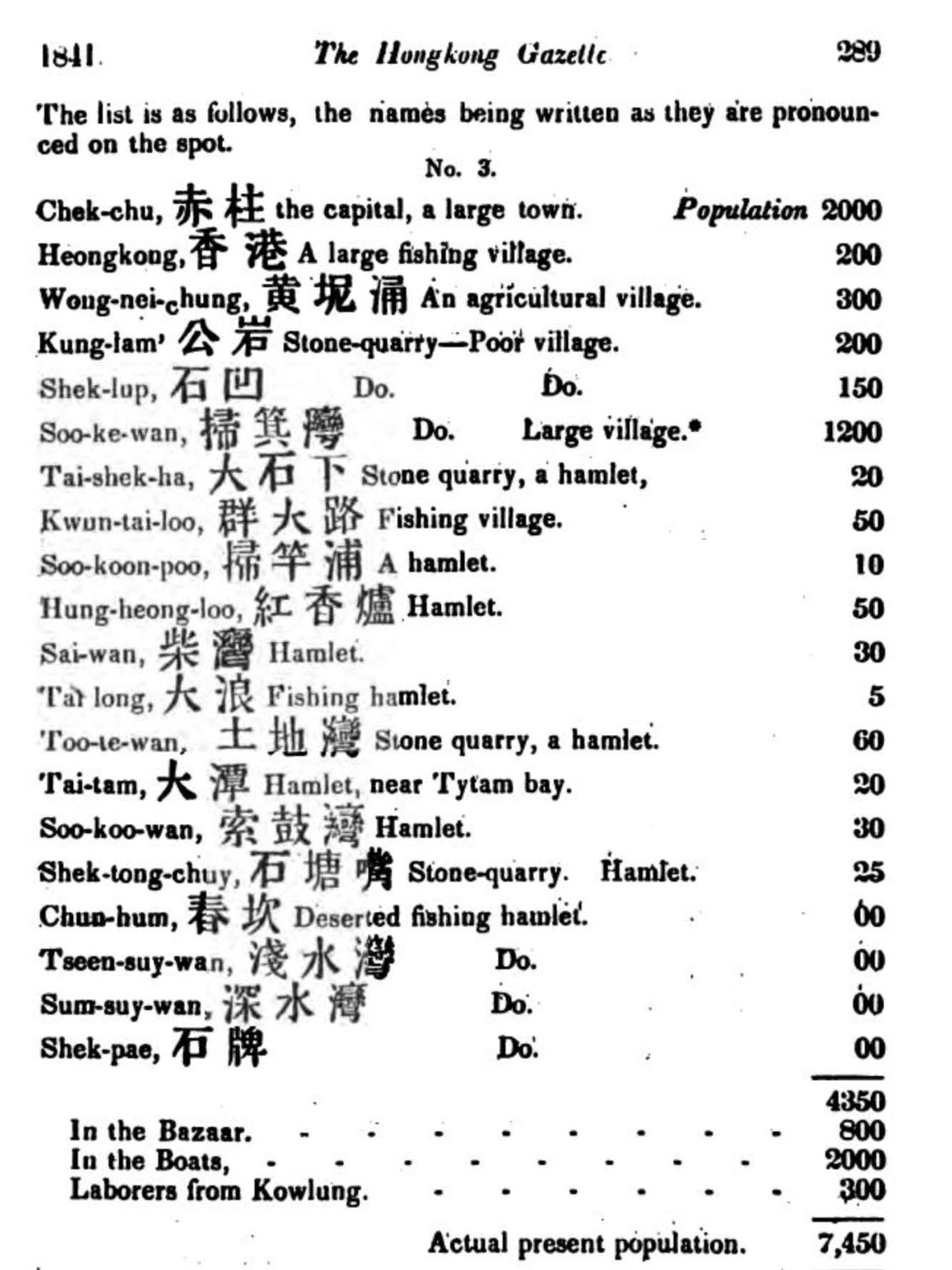
1841年5月1日《中國叢報》公佈的香港島人口統計數字，總共約7450人，其中赤柱最多，有約2,000人

| 年份 | 人口      | 來源                     |
| 1841 | 7450      | 1841年人口統計           |
| 1848 | 23,817    | [ 3 ]                    |
| 1851 | 33,000    | [ 3 ]                    |
| 1855 | 72,000    | [ 3 ]                    |
| 1862 | 120,000   | [ 4 ]                    |
| 1881 | 160,402   | 大不列顛百科全書1911年版 |
| 1891 | 221,441   | 大不列顛百科全書1911年版 |
| 1901 | 283,978   | 大不列顛百科全書1911年版 |
| 1906 | 326,961   |                          |
| 1916 | 530,000   | [ 4 ]                    |
| 1921 | 625,166   | [ 5 ]                    |
| 1925 | 725,000   | [ 4 ]                    |
| 1931 | 849,800   | 1931年人口統計           |
| 1941 | 1,600,000 | [ 4 ]                    |
| 1945 | 500,000   | [ 6 ]                    |
| 1945 | 600,000   | [ 7 ]                    |
| 1945 | 750,000   | [ 8 ]                    |
| 1950 | 2,200,000 | [ 7 ]                    |
| 1950 | 2,360,000 | [ 6 ]                    |
| 1960 | 3,000,000 | [ 9 ]                    |
| 1970 | 3,995,400 | [ 10 ]                   |
| 1980 | 5,145,100 | [ 10 ]                   |
| 1986 | 5,495,488 | [ 10 ]                   |
| 1991 | 5,674,114 | [ 10 ]                   |
| 1996 | 6,270,000 | [ 10 ]                   |
| 2001 | 6,708,389 | [ 10 ]                   |
| 2006 | 6,864,346 | [ 10 ]                   |
| 2011 | 7,071,576 | [ 10 ]                   |
| 2014 | 7,229,500 | [ 10 ]                   |
| 2018 | 7,451,000 | [ 10 ]                   |
| 2019 | 7,507,400 | [ 10 ]                   |
| 2021 | 7,413,070 | [ 11 ]                   |

## 移民政策及情況

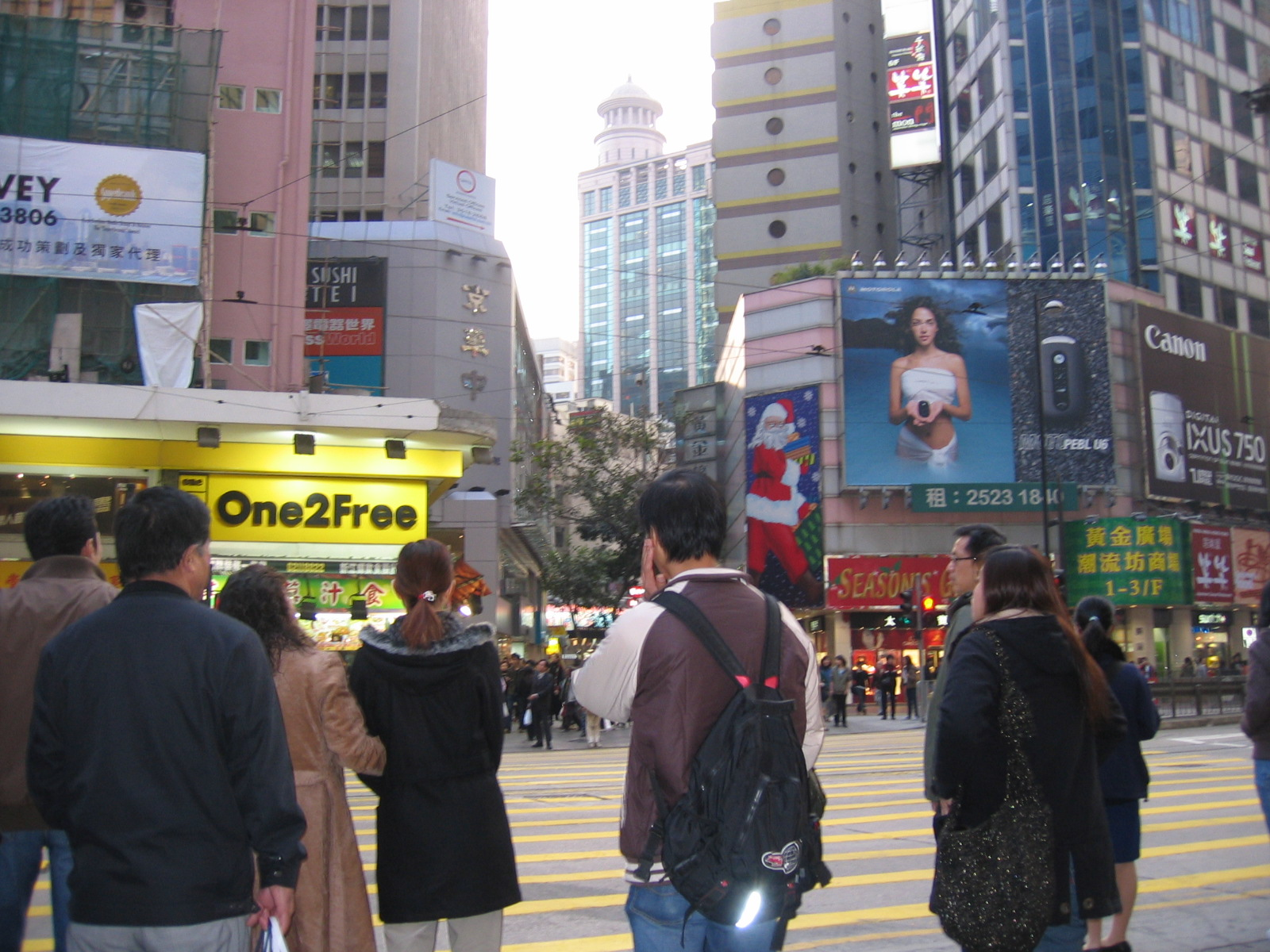
在銅鑼灣等候橫過馬路的途人

### 早期治港政策
英國選擇香港為其殖民地的原因是因為香港鄰近當時的中國唯一通商口廣州，而且香港島為福建人通往東南亞經商的必經之地，從此香港的移民以珠三角和華僑為主，但香港島實山多平地少，可開發地區不多，遠差於同樣位於珠三角出海口的四邑地區，以及香港更早開發有大量平地的屯門地區，實乃更大部份出於和東南亞華僑經商而同時又可和廣州通商的考慮。
第一批來港的主要為苦力及建築工人，在太平天國戰亂時，香港人口急增，特別是來自五口通商的城市，香港在滿清滅亡前廣府人、四邑人、閩人佔了很大比例，以省份計則廣東居多。之後香港奉行自由港政策，鼓勵一切有一定金錢或一定知識的人來港經商。民國時期一開始，香港的人均GDP即為大陸3倍，1950年為中國的6倍 而且追過當時東南亞各列強的殖民地，此時香港成為華人的理想移居地，但移民香港的需求大增，香港政府需要保證新增人口不會造成房屋、規劃、經濟等問題，所以香港和新加坡收緊移民，1941抗戰前人口增加大約在每5年10萬的平均速度增長，因為華人富有人士大多為福建華僑，此時增長有很多為福建閩南人，而且佔了香港人口很大比例，但偷渡潮中的福建人口遠低於廣東人口，才使現今的福建人口降到1/6總人口，而在早期到港的廣東人不少亦開始致富，而且發展廣東，使廣東珠三角和福建閩南地區一樣，成為當時中國的富有地區。
因為香港是永久割讓給英國人的地方，英國人對待香港人遠比其他較落後的歐州國家對待各省到上海租界提供低成本便宜勞動力的農民工優勝，上海富有的大多是外國資本家，而上海人，即絕大多數為各省農民工，的收入往往是全中國平均水平相若，相反，香港亦慢慢開始有了本土富豪。因為民國時中貧窮，在共產黨奪得大陸政權後，雖然全國精英大多去香港和台灣之後，福建以北的富豪在兩地至今仍佔不足10%，而這數據已經不包括發跡地為東南亞而經常而且大量在大中華區投資的富豪。
1997年前在香港出生的人可自動得到英國國民(海外)身份，不少社會精英和政府高層有居英權。此外香港的發展區在1970年代前大多集中在永久割讓地香港島和九龍，1970年代因偷渡潮，九龍的人口過多，才在新界近九龍的地方發展新市鎮，把九龍木屋區的人口遷入設備較完善的公屋，現今在香港的規劃上亦稱為伸延市區，但在1984年中英聯合聲明簽訂前，香港政府亦沒有發展新界，香港市民對新界沒有信心，新界的樓價和港九市區的差別極大，新界的用途大多是農業，水塘，連鄰近市區的將軍澳亦用作堆填區(英文原稱Junk Bay)，但將軍澳在香港各大地產商力谷下，為香港近年最多新樓的地區，西貢區在家庭收入中位數在2006年追平南區，排第四至五，在2011年更追過東區，排第三，為近年新界發展得最快的地區，亦打破港島灣仔區、中西區、東區自有區議會分區以來，一直位於三甲的局面。

### 1950年後移民政策
英國政府沒有接收東南亞的華人窮困難民的原因是香港和東南亞有大海相隔，本來英國也不願接受來自大陸窮困的人士，但因為偷渡客都九死一生才到香港，而且偷渡客各出奇謀，根本無法阻止，所以在1960年代，香港已經有幾乎100萬的偷渡客，佔總人口的30%，而且不少住在九龍市區，如果不給予居港權，不排除他們會對社會做成破壞。因為在郊區的逃港者對香港市民以至英國官員、商人的威脅很少，所以到達郊區不足以取得居港權。
1950-1980的移民有2種，1種是非法，不論有沒有香港親屬，只要到達市區，以及連續住滿7年，便可由綠印身份證變成香港永久居民， 這些人很大部份都操純正粵語以及有一定多人使用客家話，當中粵語人口很快融入香港，在六七暴動以及香港化運動之後優勢更明顯。另一種為合法移民，大多來自新加坡、台灣、東南亞，大多操福建以及廣東各種方言，至今北角到太古老一輩華僑很多只懂閩南話，廣州話未必純正，而很多40、50年代的移民，如李嘉誠至今的廣州話絕大多數都需要字幕才能聽懂，不同民系的人亦有自己的圈子，所以70年代之前，香港不同地區亦住了不同民系的人。80年代以後，除了來自廣東西部以及廣西東部的廣府人外，以及有自己的社區的客家人、閩人外，初期來港要花很多時間適應。因為非法來港的人沒有經過詳細挑選，連續居住７年是要確保綠印持有者不會犯罪，和有能力供養自己的生活，而偷渡客當中不少在7年之內有犯罪的，判罰後都被遷出境外，後期也有找不到工作，受不了苦自願離開香港，回到改革開放後的深圳以及其他國家。在改革開放後，偷渡人口激增，當時香港政府仍特赦偷渡來港的中國人，但堅持遣返從澳門偷渡來港的人，當中為數千人，澳門政府亦不願意他們滯留澳門。 實施即捕即解後，香港僱主雇用偷渡客者，罰款5萬元港幣，坐牢一年。
在改革開放到抵壘政策完結前，偷渡來港的不限於廣東人為主，而是更多的包括各省人，先湧到廣州，或從水路，或從陸路經深圳抵港，逼使英國政府取消抵壘政策。從此由大陸抵港的親屬移民又變回廣東佔主要大部份，之後便是福建以及上海人，而且後2者在比例上比1950-1980那段多出很多，林峯、鄧紫棋都是在大陸出生，分別來自福建和上海，而且融入香港社會，成為受歡迎的娛樂圈名人。
1980年香港人口為500萬，但部份在中英聯合聲明簽定後移民歐美，尤以加拿大和英國最多，移民者以廣東廣府籍為主，在外國使用粵語廣州話，形成類似香港的社區，而現今香港人口為700萬，所以現今香港人口之中有不少是1980年以後才抵港的。而回歸後，不少移民者因各種原因亦回流。改革開放30多年，大陸現今的人均GDP已達印度兩倍，大陸首富的財富在2009年追到有馬來西亞福建首富的40%以及2012年的70%，大陸開始有更多富有人士抵港。

### 英國人口政策和移居來源地
香港本身沒設移民審批，解放前不設邊境出入限制，解放後審批權在中國政府手上，港英只和中國大陸磋商每年移居香港人數。
在清朝時，東南亞的福建華僑因為善於經商，閩語人口幾乎佔了華人90%財產(現今為85%)，而清朝在中國本土居住的富有人士基本上絕大多數都是滿族，當時的中國絕大多數是貧窮人口。而東南亞華僑實際上是廣府、閩海、客家各佔3份之1，即廣東人最多，福建人少了一倍，所以由東南亞抵港亦有廣府和客家人，但因財產不及閩海民系人口，抵港華僑大多為福建人，黎明便是東南亞的客家華僑，本在北京，再以華僑身份逃到香港。現任華人首富李嘉誠在1940年代則因富有親戚莊月明在香港，而且父親為教師，有一定學識和親屬保證生活，才可到港。而顏福偉家族本是東南亞華僑商人，東南亞華僑商人大多數資本遠超大陸商人，最受英國人歡迎，自動取得居港權。沒有香港或東南亞親屬的人比較難移居香港，所以那時香港大多是廣東人和福建華僑。但有特別例子，如英國在另一殖民地山東威海招山東警駐守英國人居住要地山頂以防廣東籍警員叛變，梁振英父親便是這樣抵港，福建華僑巨富郭春秧後人在北角大攪娛樂夜總會行業，需要當時娛樂色情行業聞名全球的上海人，才有大量上海人移民香港。最後還有當時和中華民國同在資本主義陣營的英國接收了大量國軍，安置在調景嶺。中國各地實際上還有大量較富有人士，但都因為社會房屋原因而拒絕，不獲得批准到港台。當時的滿州國首都長春，北洋及國民政府首都北京、南京以及比上海吞吐量更高的大港天津的工業、文化、政治人才很多都不能得到逃往香港的資格，而後三地的富有人士大多為華人而非外籍人士。反而窮困的上海夜總會工作員和國軍士兵可抵港，主要出於英國人為了香港的穩定和發展需要而決定名額，但不少得不到居港權的專業人士隨後先抵廣州再偷渡到香港。這些人包括後來在文化界有名的倪匡和本為富有滿族和香港亦有聯繫的惠英紅父親。香港早期還接收了不少能付學費的精英學生如孫中山。其餘各地到港的人大多為該地大富商，但財產與東南亞，甚至香港的富商都無法比較。1950年以前由大陸來港的華人資本多來自廣州，當時不少香港人亦擁有廣州資產，而上海各歐美日國家大多只有英資企業移港，如HSBC，而移港企業大多為英國人持有而非上海人(即各省工人)。
香港早期抵港的富有人士，以及富有的東南亞華僑移民，和後來大陸經外國到港的投資移民，絕大多數都住在500萬以上的單位以及富有的區份。
但非住在新界的原居民，包括大量的水上人，以及偷渡來港人士，上海夜總會員工，80年代以後才來港的家屬，部份經商致富，但不少因來港時一無所有，最初甚至現在都住在環境設備較差的公屋中，使香港的貧富懸殊情況嚴重。現今只有一半香港人住在私人樓宇。
在1890年後來港的大多為本土富有人家或東南亞各地華僑的親屬，加上後來的偷渡潮和東南亞排華，使香港人基本上是廣東籍和福建籍為主的社會。

## 早期（1945年以前）香港居民

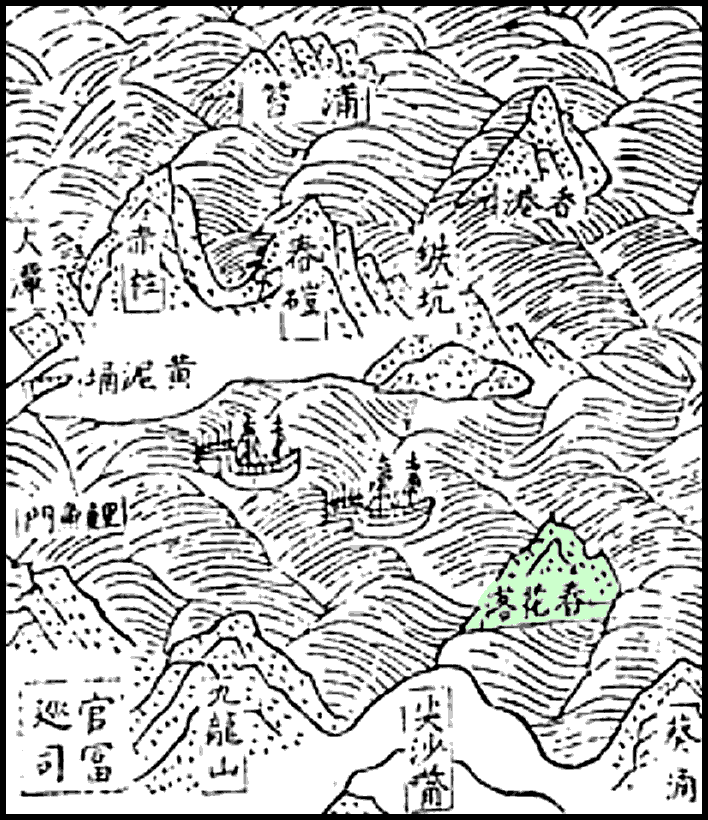
《粵大記》中「春花落」（青衣島）的記載。

附圖是《粵大記》中有關青衣島、赤柱、黃泥涌、尖沙嘴等地名，显示明代時期的香港人口已經達到了一定程度。
1842年以前請參考香港早期漁村社會。

### 清朝滅亡前
香港本來是新安縣的一部分，1842年大清割讓香港島予英國，當時人口只有2000左右。1860年割讓九龍半島，居民也不多，但在1898年租借新界的時候，增加的新界居民則有10萬左右。 香港已知最早的詳細人口記錄是1845年，全港有23817人，其中男19201人、女2862人，其餘1754人是兒童。很久以後才有較多家庭南移，令性別失衡得以紓緩。關於早期香港的社會，可參考亞視解密百年香港。

#### 土客械鬥以及苦力聚居
香港滿清滅亡前的人口大多為苦力以及建築工人，但亦有一部份商家，一名商家便請了十名以至上千名的苦力，所以此時的香港人口大多為非商家。苦力聚居的主要原因為土客械鬥。土客械鬥是香港早期歷史最重要的一節，而香港的四邑方以及客家方都有互相支持自己的同鄉，土客械鬥亦使江門地區進入赤貧狀態，不少人基於生計被逼到美國當華工。

#### 英國人主導的行業
由英國人主導的貿易行業包括鴉片貿易、人口販賣（香港俗稱賣豬仔） 可參考
根據香港傳媒人木鐸，香港起家是靠鴉片戰爭時來華的洋行，而那些洋行的所為貿易生意，主要是販毒，當時最出名的毒梟，西方人有渣甸洋行、麼地洋行、庇理羅士洋行、新舊沙宣洋行等，華人方面，何東一門三傑（何東、何福、何甘棠）、利希慎、高可寧等等都有染指販毒。香港另一門生意就是賣豬仔（販賣人口去美洲和澳洲，何東的父親便是做這門生意），還有是清末民初的大陸官員來港洗黑錢。南天王陳濟棠便將廣東（尤其是各派軍人的公積金）的錢存放在港，成立廣東省銀行（可查閱廣東政協出版的南天歲月）。  福建的軍閥亦有把財產轉移到香港。
因為英國在林則徐虎門燒鴉片後損失慘重，有感英國需要設立一個在中國的殖民地，設置軍隊，保護貨物，香港最初的作用便是鴉片貿易的中轉站，因為當時英國販賣鴉片的行為，引來很多中國的知識份子的不滿，為減低華人對英國人的敵視，英國扶殖不少精通中文以及英語的中國籍的鴉片商人，因為鴉片貿易是暴利的貿易，替英國分銷鴉片使很多愛國人士不滿而遭暗殺以及在上流華人以外的華人社會受到排擠。
此外另一種在香港興旺以及能牟取暴利的貿易行業是人口販賣行業，大量華人由廣東省，特別是四邑地區在不太知情的情況下被俗稱賣豬仔到美國充當華工，由歐美勢力控制的殖民地香港和列強租地上海則是這些華工的中轉站，香港電台電視節目華人移民史中有講述這些情況。這些被賣豬仔的人士構成早期在美國大多數的華人人口，從此，香港和美國亦有不少人口往來。加拿大以及美國的華人一直受白人的歧視，有人頭稅、排華法案等。1848至1882年間，共約30萬華工赴美「掘金」，當中大多由經紀支付旅費，在美找到工作後便以高息按月還款，其間債主有權將華工出租或轉賣；也有些人在經紀威迫利誘下被運往美國，他們在待遇如同黑奴。 2006年，加拿大總理哈珀用廣州話就百多年前政府向華工徵收人頭稅道歉，並且宣布賠償方案。
香港的電影在描述滿清以及民初時期的香港很多時也會講及賣豬仔以及鴉片貿易，大受歡迎的電影中華英雄以及電視劇大地恩情以及萬里長情便是以此為題材的。

#### 與大陸人口往來
鴉片戰爭後，英國強逼清政府訂立了中英五口通商章程，分別為廣州、廈門、福州、寧波和上海，香港從此和這五個城市亦有了人口往來以及有這五城市和英國之間的鴉片以及商品貿易，但在滿清滅亡前，香港的經濟和這些港口相若，其他省市人沒有強烈移居香港的動機，香港人口構成主要為廣東籍，當中又以潮汕人和四邑人為主。五口通商之一的廣州為清政府對外貿易的中心，此前清政府實施以廣州為中心的一口通商，而華人的富豪大多為福建人，而福建富商亦有兩大族群，分別為閩南人和福州人，廈門和福州則開發為對英貿易的商埠，這些商埠的商家主要為福建人以及在南洋貿易的福建人，很多以香港為中轉站，而寧波和上海則位處於全國的中心，特別是上海，吸引了全國南北各省的人口，包括小商人以及農民工，在一般中國人的心目中，上海作為各省人口經商以及農民工工作的重要城市，亦是各省農民工在軍閥混戰家園被毀後的走難天堂和小商家尋找商機的好地方。中國人(特別是北方人以及華中一帶的居民)對上海的認識遠比廣東和福建多，而當時香港人反而更認識福建和廣東，但上海雖然遠比宋元明時世界第一大港泉州港以及明中後期以及清中前期的一口通商城市重要城市廣州遲發展，亦只有百多年歷史，因為南洋以及香港資本，改革開放實也以福建以及廣東先行，以深圳、廣州、廈門和福州為主，上海和北京則是以中共投入全國資本發展出來的商業及政治城市，但自九十年代起，因台獨勢力抬頭，福建作為兩岸對海前線，中共對福建的投資為全國最低(扣除稅率後為大量的負投資)，可見香港自九十年代後的投資往來，大多集中廣東以及上海。
香港開埠初期，因為原來只是小漁港，政府需要大量的建築工人來建設社區以及苦力去幫助貨物轉口，這些勞動力大多來自東莞、四邑地區、海陸豐以及潮汕地區等附近地區，這些勞動人口多聚居在上環以及西環一帶。稍後基建完成後，香港便成了南洋華僑以及大陸貿易商人和英國以及中國貿易之地。太平天國戰亂期間，不少來自中國大陸的人來港定居，使香港多了一班常住居民。
那時的香港，英國人發展重點只於在政治營商中心地區，如中環，英語作為各族裔的溝通語言，但這些來自各省籍和各族裔，2％左右的外國人、英國人和印度人在同族溝通時，均會用自己的方言溝通。而其他區域，由於政府從沒積極作社會規劃，所謂地區發展，只是純粹一些硬件建設，之後就讓人口自動聚落，因此引起日後不同省籍/地區的紛爭。
由於開埠時勞動人口需求大，吸引了大量由粵、閩、潮汕等附近省籍來港謀生人士，他們均通過同鄉介紹引薦，這些不同省籍的人為了保障自身利益、抵擋外省人欺壓，不同省籍族群自然聚落而居，並紛紛成立各自幫會，有的以同鄉為招攬，有的以同業為依歸。由於省籍彼此間語言不同文化亦有異，故因方言、民系而生的族群衝突時有發生。這些由不同省籍人士盤踞的不同地區，每區均保持原來省籍的文化色彩。如當初廣州人主要湧入香港九龍廣東道一帶(聚居前原名勿當拿道)，即油尖旺區，帶來和廣州類似的社區，當中包括貿易商人和提供各類在香港定居日常生活必需品的商人。這時，在港經營跨國貿易的大多為英國人，其次為與東南亞貿易的福建閩南商人。這些閩南華僑聚居在灣仔以及銅鑼灣，而由中國福建直接來港的，則多聚居在上環，總體而言，當時的閩南人會較多跟潮汕人混居，而廣府人，則鮮有跟潮汕藉來往。這些勞動人口中，搬運工多聚居於西環、上環等臨近卸貨碼頭區域，這些搬運工人大部分來自海豐或東莞，為了生計，雙方經常發生械鬥。當時香港政府為便於治理華民，招聘了不少不同省籍的華人警察，但這些不同省籍之間的械鬥，其實是一個應該由政府處理的社會管治和地區規劃問題，這反映當時政府沒積極處理這種由不同族群之間的文化、權力和利益分布所引起的社會問題。
自開埠以後，香港一直都是反清的基地，反清人物和組織以楊衢雲、孫中山和興中會為代表。當中大量資本來自東南亞華僑，如華僑巨富陳嘉庚，便將一生的財產都捐給國民黨，作為反清、北伐、抗日的資本。

### 民國時代

#### 日佔以前

##### 經濟轉型
香港的經濟由鴉片轉運、人口販賣轉為資金避難港以及性命避難港，因為英國從賣地得到大量的收入，便減少了鴉片貿易的成份，而由南洋轉運貨物的貿易因中國的戰亂而得以加強，香港在民國時代才開始興旺，人口由20萬增長到抗日高峰的160萬。在抗日高峰時，香港有40-50%廣東人，大多來自珠三角，部份來自潮州，以及30-40%福建人，大多來自福建沿海，其餘省份人口只在少數。香港的人均gdp在清朝政權滅亡時有大陸6倍。
清朝滅亡，中華民國開始禁煙，但港澳政府覺得這是門大生意，就算國際社會肯定吸食鴉片是有問題，應禁止，兩個府仍以鴉片為政府提供大量收入而置若罔聞。當時香港政府以專利形式批出販賣鴉片專賣權。1915至1919年這方面收入佔政府總收入四成，至20-30年代仍達一成之高。政府不僅把鴉片賣給港人，據鄭宏泰和黃紹倫合著的一代煙王利希慎中，指當時香港鴉片商不僅內銷香港，也偷運往大陸。

##### 人口成份
清末到民國時期是香港早期發展的重要時期，使香港人口暴增，香港人口由22萬上升到日戰高峰的160萬，當中增長又主要以廣東人和福建人為主，香港本來的開發區只有維多利亞城和九龍部份地方，港九人口相若，新移居香港的廣府人來港多到深水埗區、黃大仙區一帶居住，而福建籍人口多在東區、九龍城區、觀塘區一帶居住。香港市區及鄉村有多種語言群體，包括來自廣東的四邑人、潮州人、廣州人、客家人、以及福建閩南人、閩東人。租借新界及滿清滅亡後，特別是在日軍進攻中國，很多廣東人和福建人亦遷居香港，廣東人口大約有總人口的40-50%，福建人口大約有總人口的30-40%，其餘省籍的人口只在少數。有很多廣東以及福建團體，廣東的有各市的同鄉會，福建的有福建社團聯會和福建體育會等。這時香港絕大多數都是來自內地的新移民，這時期香港人口由22萬猛增到高峰的160萬，減去移出的人口，90%以上為內地新移民。民國時代的轉口貿易以及華僑商號幾乎全部由福建人控制，如杜四端的兆豐行、林碩夫的謙和泰、王漢程的謙益等，而替英國殖民地政府工作的四大家族都為廣東人，如利希慎家族。
香港和上海同時開埠，在滿清滅亡之前，香港人均GDP和上海租界以及五口通商城市相若，但都遠低於列強，英國和美國。但基於香港是英國殖民地，上海分為華界和公共租界，之後走上不同的移民情況，而真正和香港發展程度相若的是英國另一殖民地－新加坡。上海主要為西方各列強使用中國便宜勞工的地方，在民初時租界的人均GDP略低於香港，之後中國內戰，日本侵華，租界的勞動力越來越低生產力，在1950年香港的人均GDP為大陸6倍，上海租界則和現在一樣是大陸的2倍。而華界更無法與香港相題而論。當時西方各列強實行資本主義，越低成本的勞工越歡迎，所以上海人之中又有一大部份為其餘窮困省份的農民工。而當時最強的大國為英國和美國，在上海公共租界的列強不少其實只有英國一半人均GDP以下，而香港、新加坡在英國眼中是已在割讓給自己的地方，更註重民生而不是任意請農民工，香港的富豪不是以外國人為主，當中早期，如早期經營鴉片生意致富的利希慎，如果計在港的資產，香港早期最富有的絕大多數為英國人和福建人，但這些人更多的本部在英國以及東南亞以及福建，香港亦有部份廣東籍的富有人仕本部在珠三角。香港現今40大富豪只有一名是上海人。值得註意的是當時上海是中國其中一座大城市，但其實人均經濟份量只和五口通商城市相若，上海租界有部份的國際企業，但多數擁有者為歐美人士，不少上海人只是勞工階層，情況一如當時中國比上海更富有地區如東三省以及後來的滿州國，富裕人士基本上都是日本人。
在中華民國大陸時期，大陸軍閥混戰、日本侵華和共產黨執政，香港有英國的保護，資本主義的制度、西方先進英式的教育制度以及引入法治精神，而且社會以華人為主，中西文化交流，使香港雲集大陸以及東南亞各地的華人商人、知識份子以及精英階級。但整體來說，這時的香港大多數為廣東人和福建人。

#### 日佔時期
香港人口在1941年約有160至180萬之間，但到1945年8月卻剩下60萬，在三年零八個月日佔期間少了100萬人，其中包括自願或強制回鄉，以及非正常死亡的人口。 日佔的三年零八個月為香港歷史上最艱難的歲月，由大陸偷渡到香港的偷渡潮，其實自軍閥混戰就開始，以日本侵華時期最嚴重，當時沒有香港居民證(現今叫香港身份證)的人都被譴返回大陸，加上自願回鄉的人，總數達數十萬。當時日軍把不服命令的人殺掉，又縱容姦淫。期間亦因盟軍戰機轟炸、後期糧食短缺，令大量人口非自然死亡，生還者甚至以人肉為食。當時日本強迫市民以毫無擔保的軍票交易買賣，令當時的香港居民有大量的經濟損失　。戰後在馬鞍山發現兩個萬人墳，此地因此至今都未被發展為住宅。而香港佔領軍司令亦因此在一九四六年被盟國列為甲級戰犯並同年在廣州被槍決。

## 1945至1950年國共內戰移民及難民潮
1945年，香港人口為50萬，至1950年，香港人口大增到220萬，由於中華民國的貨幣政策，國民政府沒收全國人民的黃金、外幣，強迫人民對換後來因惡性通貨膨脹而變得幾乎毫無價值的法幣及後來的金圓券，在中國湧港的有部份違背政府要求私藏黃金、外幣的富有人士，亦有更大班難民，香港幾乎變成了一座巨型難民營。當時的教會不分宗派，總動員參加救濟，給難民，或受水災、火災之苦的災民提供食物、衣被，開放教會為收容所。並供給建屋材料，或直接興建平房區，難民營供難民居住。 1950年後出生的香港人，生活大多非常艱苦，雖然來港不少在大陸來說已經是最富有的一群，但都追不起香港的生活質素，更不用和發達國家如英國比較，香港人力增長的速度遠低於資金增加的速度，整個50年代，香港是百多年來和英國人均GDP相差最遠的年代，由民國穩定的30%下降到整個50年代的23%，這情況持續到東南亞排華，資金湧入前，經過60年代的快速增長，香港的人均GDP不但超過領先世界的英國30%的開埠以來高位，而且不停破記錄，香港人均GDP在70年代初更由英國的55%升到80年代初的90%，此時，西方絕大多數列強人均GDP亦不及香港，1987年香港人均GDP更超英國。
五十年代以及六十年代初期，香港經濟還未走出戰後的蕭條，加上當時大量國內人移居香港，使香港人口暴增，平民百姓大都生活困苦。那時一般香港人居住環境很差，很多人住在山邊的木屋，後來政府建了很多叫做「七層大廈」的廉租屋，安置了很多家庭，但更多的人不夠資格被安置，要住在戰後唐樓用木板分隔的板間房中， 一家七口一張床，一幢舊樓就住七十二家房客，七十二家房客亦是老一輩的共同回憶，此題材亦被拍成不少電影和記錄片，幾十人共用一個廁所和廚房，艱苦程度甚至差過現在的「劏房」。立法會議員謝偉俊回憶幾十年前在荷花樓的生活，反映當時對生活質素的一些要求。他家自行在單位間出兩間板間房，一間是爸爸、媽媽的，另一間是祖父、祖母的，他們三姊弟就睡在客廳。他認為那時代的人都會互相鼓勵，互相幫忙，人們努力奮鬥，是一個十分堅毅的年代。
香港人口在1950年為220萬，但自清末起，因為香港和英國美國的經濟差距，大量人口被充當華工到發達國家，自華工式微後仍不停有人偷渡到英美，而且香港為東南亞、台灣等地的中轉站，香港在1980年前的遷出人口亦包括這220萬人，世界上亦有不少名人在四、五十年代居港或在香港出生，如馬英九。這220萬人中在1960年應只剩回160萬(當中20萬自然增長，80萬人口遷出)，1980年140萬(當中20萬自然增長，40萬人口遷出)，現今應只有約140萬人(當中30萬自然增長，30萬人口遷出)，所以香港的主流人口為逃港者以及1980年後抵港的家屬，1950年前抵港的人口只佔較少的比例，另外有部份人先由香港逃到東南亞再回流香港。另外，由香港偷渡到美國者，很少回到香港，香港與美國的人口往來多為大量的淨遷出。現今香港的人口組成亦包括一定多數量在1980年後抵港，而非逃港者家屬的人口。

## 1950至1980年偷渡及移民潮

### 移民數量
大逃港一書作者陳秉安經20多年採訪和研究指出1950-1980年間由香港的人口增長中，來自中國大陸合法以及非法偷渡到香港而現今又留在香港的人口以及在1980年前遷入的親屬以及所生的子女高達250萬，偷渡來港的男性、申請來港的妻子及其後代大約接近香港人口的一半，而加上偷渡來港男性的留在大陸的妻子以及新娶的妻子，人數便更多了。逃港者人數高達200萬-250萬，但不少已經回鄉或經香港去到美國或世界各地的人口。

#### 遷入香港的人口
1980年香港政府實施即捕即解，此前30年人口差不多以每十年100萬的速度高速增長。1945年人口50萬，1950年人口220萬，1980年人口510萬。1950年代初期中英達成共識，限制移民來港人士，而中國新政府沒收私人財產，此後只可以用偷渡方法來港，而剛來港時多數沒有任何財產，1950年由中國大陸來港的人絕大多數是在香港鄰近地區廣東省的男性，或借了共產政府的小船以捕魚為名，或自行游水抵港，兩者都是冒住生命危險而進行的．而香港男女人口一度去到4:1到5:1。在1950年-1970年間，按正常手續到港的有36萬。而自然增長率是1.7%，另外香港亦有很多人口遷出。 根據廣東省方面的紀錄，1979年與1980年廣東約70萬人偷渡進入香港，循合法途徑進入香港的也達10萬人。(而部份沒有拿身份證，成為黑市居民，很大量偷渡客由香港再偷渡到歐美，不少人雖然在大陸偷渡到香港，有居港權，因為當時大量大陸人偷渡到香港，競爭激烈，不少人亦應付不了香港的生活，甚至移居一些貧困的國家，亞視尋找他鄉的故事亦有大量個案和分析，如緬甸編，便有廣州商人連同妻女由香港移居緬甸的故事，很大量逃港者亦在中英聯合聲明簽定以合法移民的方式搬離香港，但部份亦在1997年局勢穩定後回流，而香港人口從1960年的301萬，增長至1979年的501萬，其中百分之三十九的人口是二十歲以下的青少年， 其餘的也以年輕人為主，大多是對當時中國時局不滿的知青，而年輕人亦較易對時局產生不滿情緒。對於由偷渡潮來港的人數，香港政府在1976年前沒有公佈詳細確實的紀錄，但仍有遷入遷出的數據，亦有人認為數量沒有那麼多， 非法移民偷渡來港的情在1970至80年代初極其嚴重，而在1976年至1981年便有最少有50萬內地人偷渡到香港。他們大部分是年輕人，男性為多，主要來自廣東省鄰近香港而人口較多的地區。香港政府當時實行的抵壘政策無疑助長了偷渡熱潮。政策申明只要非法入境者能進入香港市區範圍，便可申請成為香港永久居民。 1949年中共建政後，香港有了各式各樣的身份證明文件， 因為中共在中國沒收大量財產，由大陸來港者最初沒有經濟上可以自給自足以至貢獻香港的一群，所以嚴格拒絕由大陸來港的人口，但香港和大陸有了很大的經濟差距，逃港不斷，身份證明文件便有區份香港市民和偷渡來港的人群的功用。

#### 由香港遷出的人口
因為香港和英國以及美國等發達國家有經濟上一定遠距離，即使在70年代初的香港人均GDP只有英國的一半，而英國亦有大量的團體為工人爭取工資，而香港自60年代引入華人資本後即成為世界上最經濟自由的地區，即使在70年代初，香港普通市民的工資仍和英美相差4-5倍，偷渡潮抵港的人口很大量再偷渡到發達國家如美國，由香港合法移居海外的大多是在偷渡潮抵港而懼怕共產政府的小康之家以及中產人士，香港本地在1950年前抵港的名人大多沒有離開香港，如Forbes香港四十大富豪都沒有離開香港而永久定居外國的記錄，在1950年前抵港的人大多留在香港，但有一定數量的人拿了外國居留權繼續在港工作。遷出地亦包括荷蘭和英國。

#### 現今人口成份
因為香港在1950年人口為220萬，減去經香港為中轉地移居東南亞(部份後來又回到香港)、台灣以及其他國家的人口，1950年在香港的人口而在1950-1980年間30年仍常駐香港的應不超過140萬，在往後的30年，以較保守的算法，移出人口等於自然增長(即大多數仍留在香港)，在2012年仍有140萬人口是1950年前的移民及其後代，東南亞(包括經香港到東南亞)以及在大陸以華僑身份到港的人和世界各地遷入的華人人口亦佔香港人口的一大部份，在1980年應有70-80萬，到2012年應有120萬，用30萬為其他人士推算，1980年時餘下250萬應為偷渡客及較少量合法移港的富有港人內地親屬，但不少偷渡客只視香港為中轉站，很多經香港再偷渡到歐美。不過，移居外國的更大量為害怕共產政府追究逃港責任的逃港者。

### 偷渡潮
偷渡到香港的人大多來自是鄰近香港的珠三角地區，當中廣州最多，其次亦有人從惠州和海陸豐抵港，他們大多途經深圳，其餘的廣東地區基本上極難偷渡到香港，因為當時沒有一些先進的船隻，步行距離又過長，而外省便幾乎沒有機會了，但部份和幹部關係好的人，仍可先到廣州再經深圳抵港。鄰近香港的人口大多集中在廣州以及珠三角，而且廣州人都是城市人，所以偷渡客的人數以廣州最高，當時深圳仍以農耕為主，人口不多，但因為深圳鄰近香港，偷渡來港在最容易，是大多數偷渡客途經之地。偷渡者都經歷九死一生，有些死於共產政府的槍下，有些死於鯊魚的捕食下(當年香港水域經常有鯊魚，連近岸邊的沙灘也經常掛鯊魚警報旗,香港亦經常有市民游泳時死於鯊魚的捕食下)，亦有體力不支浸死，坐船者亦有不少因小船沉沒而浸死，陸路者則有趕路時跌死、體力不支餓死、被狼狗咬死等，而且到了香港亦有機會被抓，回大陸時會被視為叛國投敵，受到重罰。深圳河被國際社會稱為中國的柏林圍牆。香港在偷渡潮最初的十數年，是不承認偷渡者的身份，1962年更有大遣返，但因為偷渡客都九死一生才到香港，加上偷渡客各出奇謀，根本阻不了。當時的偷渡客不但要有體力，還要有堅強的意志力。在1960年代，香港已經有幾乎100萬的偷渡客，佔總人口的30%，當中不少住在九龍市區，如果不給予居港權而譴返回共產中國，他們將會受到嚴重懲罰，加上大陸生活困苦，譴返等於送他們回末路，不排除他們在譴返前會對香港社會做成破壞。因為在郊區的逃港者對香港市民以至英國官員、商人的威脅很少，所以到達郊區不足以取得居港權，但香港的親屬仍十分擔心在新界的逃港者，1962年，香港傳媒廣泛報導「華山救親」的轟動感人的事件，3萬多逃港者被滯留在香港境內的華山，平均每10個港人中就有1人擔心逃到那裏的親戚。於是十幾萬香港市民，帶著食品和飲水趕去支援這些逃港者，連警察也不忍心抓捕他們。當晚，香港幾乎所有的娛樂場所都自動熄燈關門，以示抗議。幾乎所有媒體都停播娛樂節目，關註電臺現場直播的華山狀況。。在葛量洪回憶錄中亦有詳細提及當時偷渡潮，殖民地政府各時期所採取的政策和原因。當時的英國人亦很少會到九龍，所以當時的偷渡客亦大多在九龍，因為港島北面大多為英國人重要公司所在地，包括當時英國人在港的三大公司，匯豐、怡和以及太古，如匯豐總部所在的中環、怡和貨倉所在地的銅鑼灣、太古貨倉所在地的鰂魚涌，因為偷渡客在港初期的居港權不定，英國人亦害怕偷渡客對他們有損害，在城市規劃和警方政治部的協助下，如在九龍官地(特別是獅子山下的黃大仙區、深水埗區以及觀塘區)僭建木屋不易受撿控，在港島中環到鰂魚涌一帶建造則立即遷拆，加上港島區生活成本高於九龍很多，偷渡客來港最初數年很少會住在港島區中環到鰂魚涌一帶，但亦有在南區以及柴灣一帶上岸，這些區份都是香港島的主要公屋區份，其他都是以私樓以及唐樓為主。30年來過量的人口增長亦使香港教育，醫療等機構需求大增，南區便有幼稚園因申請牌照時間不足，違規經營達50年。早於80年代，中國剛開始改革開放，出現來自廣州的匪幫，偷渡來港打劫，他們擁有俗稱黑星的內地制曲尺手槍，子彈口徑和火力比當時的警槍犀利，「大圈仔」膽正命平，殺人不眨眼；警方遂成立專責打擊「大圈仔」的「特別罪案調查科」，為O記的前身，由時任高級警官的李鳳歧負責。 逃港潮中同樣亦為香港帶來一些大罪犯，如張子強、季炳雄和葉繼歡，使香港自五十年代起有大量的黑社會，電影省港旗兵和其餘大量的黑社會題材的電影亦反映了當時的情況，在香港警察的打擊下，香港在2000年代起已經少了很多黑社會了，根據三合會條目，若然統一所有香港三合會和黑幫，可達致40萬-50萬人以上，但在電影中仍不時仍以黑社會為題材，如2006年著名電影黑社會以和為貴。偷渡潮亦為香港帶來各種文化，而當中不少人非常勤力工作，而且創立自己的事業，例如廣東、潮州式餐廳，參考明報訪問來自廣東開平蛋撻師傅在港的經歷，偷渡潮抵港的人口亦包括後來的企業家，不一定在社會較低階層。
逃港者不乏歷史名人的親屬，因逃港九死一生，很多有計畫的人都用上數年精心策劃，而很多廣東逃港者亦經香港移居或偷渡到歐美，如汪精衛侄孫。 以及偷渡到香港再偷渡到美國而因獲奧巴馬授勳而廣受美國華人甚至白人認識的關惠群。另外
，不少現在老一輩的香港人以及由很大部份的美國華人 其實都是當年的逃港倖存者，在逃港的過程中，都經歷了情人、朋友或者親屬的生離死別，變得不信任共產黨，以及強烈反共，反共熱潮更使不少人逐漸從反共演變成反中，乃至反對迴歸。 即使在1980年後來港的香港人或有親友在文革時被殺害，經歷過文革的香港人不少亦認為自己曾被洗腦，在2012年香港亦有亦反對國民教育大遊行，而香港每年都有六四晚會。相反香港商界及1950年前來港的人，因為未受過共產黨逼害，雖然絕大多數不支持共產，但多數仍傾向和現中國執政政府共產黨合作，尋求和諧社會，以免香港社會動盪，損害營商以及香港經濟環境。反共者則認為部份商界以及親中人士未經歷文革、大饑荒，不知道共產黨的恐怖，香港的政界亦分為親建制派(或保皇黨)和泛民主派(或反對派)兩大政治光譜。
另外，偷渡抵港而擁有居港權只限於由中國大陸抵港的華人。越南難民、南亞難民曾大量抵港，英國政府接受這些難民，但這些難民沒有居港權，除了在偷渡潮早期，香港政府亦堅持遣返由大陸先偷渡到澳門再偷渡到香港的人，而澳門、台灣、東南亞、歐美等華人抵港必依正常程序，大量東南亞華人因為達不到移居香港的要求而在東南亞排華時被殺，亦得不到逃港的機會。
可參考逃港、珍貴相片 無線電視新聞、星期日檔案、鳳凰衛視香港偷渡潮 及解密百年香港只身闖香江(偷渡潮)影片、大逃港五十週年、新聞透視-居權代價、何秀蘭議員的訪問、劉夢熊的文章、文革四十年專題(七)：偷渡潮、通識教育科的人口數據 香港現代移民史 百年潮一書、香港成報 及廣東省方面的研究。香港亦有很多關於偷渡客的電影，打蛇、省港旗兵、衝破、男與女 為其中一些經典電影，而在網絡上以及電台不時亦有當年偷渡的討論，但中國內地一直視大逃港的話題為禁忌，到近年才解禁。

#### 廣州
當時廣州人偷渡到香港主要目的地為香港市區，獨自闖盪(如夏雨) 或與在香港的親屬或更早偷渡到香港的親友團聚，而由深圳到港的主要為客家人，而且不少目的地為新界的村落，所以在市區的偷渡客以廣州人為主，因為當時的中國地圖上廣州是人口大城市，用一個大圈代表，而當時的偷渡到香港的大陸人，亦有「大圈仔」的貶稱。現今在香港很多名人也是由廣州偷渡來港的，包括夏雨、盧海鵬、劉夢熊、羅文、列孚、劉千石和黃永幟 等。中國其餘省份的人口流動都是由領導層安排，如劉夢熊在上山下鄉被分配到東莞，而領導大多不聽取人民自己的意願，使不少逃港者都為追為自由而抵港，不少大陸人誤以為偷渡潮來港都是農民，其實他們不少是廣州人，是中國主要大城市之一的市民，其他農民不少是拒絕上山下鄉的廣州知青。而當中由廣州來港的大部份人都是廣府人，因為廣州是移民城市，由廣州來港的亦有各省籍人，但都是以廣府人為主，因為偷渡潮使廣州話使用人口達到壓倒性優勢，而且在六七暴動後成為香港政府官方大力推廣的語言，而香港的偷渡客40-60%來自廣州，因為由廣州偷渡到香港而獲得居港權的歷史已經世界知名，至今世界上亦有不少流言指由廣州偷渡來港可取得居港權，使廣州引來大量黑人聚居，不少到廣州2-3年後才知根本沒有特赦，一部份後來更在廣州落地生根，成為廣州獨特的廣州黑人社群。
曾有老人回憶，在那個時代的廣州，群眾常常自發去珠江中練習游泳，其目的就是為了在日後的「逃港」中用得上。不少人從小便被家人灌輸「好好練身體，日後去香港」之類的思想。 而因為內地和香港的經濟差距，廣州及香港工資相差100倍（而現今2012年則為4-5倍)，在那個年代，偷渡到香港是一件光榮的事 ，如偷渡成功，家人不僅不避嫌，反而會在外人面前炫耀，更有好事之徒會大擺筵席，大放鞭炮，以示慶祝。廣州番禺的沙灣大隊，還出現了以生產隊長為首、黨支部書記和治保主任全部參與的 偷渡事件。他們外逃之時，甚至還有數十名村民到海邊為其餞行。去的時候，雖然歷盡千辛萬苦、要經過七、八次，甚至十幾次才成功，而且相當多的人葬身大海，但回廣州時，全村人去接車，連一顆糖果，也引來無數貪婪的目光，走的時候，親戚送到火車站，把穿的皮鞋、襪子都脫下來給了送車的人，自己穿雙拖鞋走，連內褲也脫下分給了親戚。 在香港，亦有為數不少錯過了抵壘政策的偷渡客以假的身份證工作，三十年內都沒有出境，因為廣州人的廣州話比香港人更純正，極難察覺他們的偷渡客身份，亦因為沒有香港身份證，不能申請公屋，而其中一位引起傳媒廣泛注意的黃譚永只住在新界元朗的一個約6平方米(約60呎)的小房子，但租金高達1600港元，2008年起，這些偷渡客因為年紀已高，因為身體的不適而突發性入院，而被發現偷渡者的身份，得到廣泛的同情，甚至由非法轉為合法公民

#### 深圳
在當時的深圳，曾經流傳著這樣一首民謠：「寶安只有三件寶，蒼蠅、蚊子、沙井蠔。十屋九空逃香港，家裏只剩老和小。」在民謠背後，則是一組驚人的數字。根據陳秉安掌握的資料，在目前可以查閱到的文件裏，從1955年開始出現逃港現象起，深圳歷史上總共出現過4次大規模的逃港潮，分別是1957年、1962年、1972年和1979年，共計56萬人(次)；參與者來自廣東、湖南、湖北、江西、廣西等全國12個省、62個市(縣)。以廣東籍貫人口(尤其珠三角)最多。 上個世紀60至70年代，偷渡成了廣東民間的一種風氣。從城市到鄉村，從孩童到老人，各色的群眾以不同的方式向粵港邊境靠攏，他們冒著生命危險，或爬火車，或乘小船，或只身泅水，不顧一切，向著香港奔去。當時，寶安一個農民勞動日的收入為0.70到1.20元，而到香港隨便當一個農民勞動一日收入也60－70港幣，兩者差距懸殊到100倍，而在大陸改革開放後，到香港即捕即解前的短暫時間內，逃港者不再以廣東人為絕大多數，而有來自全國各省，但因地理位置鄰近，仍以廣東省為主。因為偷渡人口過多，香港便實施即捕即解，而中共亦把深圳設為特區，減低偷渡意欲，但30年來，偷渡來港人士大多數籍貫廣東，以廣府人為主要大多數，其次為客家人。逃港的客家人以深圳、惠州和惠陽以陸路來港為主，三地均鄰近香港。兩個羅芳村的故事為深圳逃港較為著名的故事
大逃港造成的民眾外流，甚至使邊境村落成為「鬼村」。書中寫道﹕「我記得1971年，寶安縣公安局給上級的《年終彙報提綱》中明明白白寫著﹕由於大外逃，深圳邊境一線，大望前、馬料河、恩上、牛頸窩、鹿嘴、大水坑等許多村莊都變成了無人村。」 1980年，深圳大多數人都逃港，只留下由珠三角或其他地區由深圳逃港失敗後留下的屍體，而且有很多屍體都漂向香港，老一輩的香港人大多記憶猶新，當年內地偷渡客的艱辛得到大多數人的同情。 逃港潮亦使香港新界多了很多非原居民

#### 上海
而偷渡中第二多的城市則是有來自各省人口的上海，當時上海對中華人民共和國的建立有功勞，而且自中共建政後上海為中共集中資源建設的城市，在1950年後上海各方面的建設都比其餘中國的城市快和多，而且中共集中發展上海的交通，上海很早便有了地鐵，因為這城市有來自各省的人口，有一定高的人口流動性，他們先經廣州再偷渡到香港，或直接由上海坐船抵港，如李鵬飛、李摩西、孟飛、倪匡 等，雖由上海偷渡到港的人口亦遠不及廣東省全省的總和，但廣東省外的偷渡客絕大多數來自上海，香港的上海偷渡客大約佔總偷渡人數的10-20%，不少亦經香港到歐美或南洋定居。

### 移民潮
華僑中富豪絕大多數為福建的泉州籍和福州籍，最初來港都以閩南話或福州話溝通，另外亦有廣府民系、客家民系和閩海民系的中產移民，但都以福建人為主。
世界權威華人經濟史學者濱下武志教授(包括東京大學、京都大學、香港大學、美國康奈爾大學)集數十年研究近代華人經濟所得寫成香港大視野一書 研究匯豐銀行當初如何以香港為基，透過南洋／東南亞華人匯款網絡，擴展業務。而麥浪關於香港 － 新加坡在五六十年代的文化連結的博士論文，發現「南洋」與「東南亞」這兩個稱號，民國時叫南洋，二戰後，因為經濟相連，英國慣稱東南亞。冷戰時，香港被視為東南亞的一部份，作為防共地域。因為腹地是東南亞而非中國，所以當時香港電影在東南亞開花結果。
抗日戰爭勝利後，國民黨政府已經收回上海英，法租界。本來已經和英國商討收回香港，但隨著國民黨戰敗，台灣亦汲汲可危，不少資本家向海外移民，包括東南亞和其他各國。隨著共產政府以英國可續租香港來換取英國承認中國共產政府的合法性，香港政局明朗化，不少海外以東南亞為主的華人資本家回港，其中絕大多數為福建籍，而且大規模地遷入港島區，尤其是北角、鰂魚涌、西環。而香港在國共內戰結束時曾出現大量福建籍港人移居東南亞的情況，而在1950-1980的移民潮中，不少這類人也回流回香港。而因為東南亞排華，福建人移居香港的數目比1950年遷出的多很多。
因為國民政府失敗的貨幣政策，由中國大陸在1945-1950年移居香港近200萬人口其實有更大量的難民而非全部富有階層，但因為當時國民政府的政策不能有效地在富有階層上執行(參見金圓券)，很多富有階層成功移居香港，成為在當時香港本土富豪以外香港發展的重要資本來源，而香港急速發展的另一重要資本來源是東南亞福建籍富商及移民，如郭春秧和胡文虎家族等，大大推動香港50-80年代的發展，推動香港的工商業，港島一帶發展物業起來，亦有很多其他經典建設如北角的月園遊樂場 和銅鑼灣大坑的虎豹別墅等。而因為東南亞沒有像國民政府般沒收黃金、外幣，在1950-1980移居香港的亦包括不少中產，而且在港島區置業，而因為遷港的大多數都是福建籍的，這群人大多聚居港島，和原來香港的福建，潮州等閩語社群互杷交流，日常生活不少至今仍沿用閩語，成為香港除通用語粵語廣州話外，最多人口使用的方言。
關於五十年代到七十年代的東南亞資本，可參考，華僑的歷史和現況可參考，另外不少逃港者亦把握大量外來資金的創業機會，成為富有人士。

#### 香港製造業、金融、地產的發展
由1950-1980世界各地受英國批准的富有移民有80萬，大多來自東南亞，而且聚居在香港島的銅鑼灣、大坑到鰂魚涌、太古一帶，鰂魚涌、而移民人口的中心在北角，太古一帶的住宅幾乎是回應這些移民的需求而建設的，而這些地區除了為發展豪宅而安置大坑原居民的勵德邨和國共內戰上海夜總會窮困員工而建的北角邨和健康邨外，至今都沒有公屋和居屋，單位尺價都在7000-28000左右，英國政府沒有接收東南亞的華人窮困難民，由東南亞來港的都有負擔起買樓和營商能力的，東南亞各國的福建富豪更大多數取得香港永久居民的身份，帶住大量資本發展香港，而香港雖然來了不少偷渡客，但華人地區廉價勞動力國家只剩回香港，大量資金而人手不足，在供求效應下，香港的人工和廣州相差了100倍，本來發展東南亞各地的資金都變成發展香港的工業資本，偷渡客低廉成本使香港製造的廉價貨品暢銷歐美。但改革開放後，香港的工業都北移或倒閉，一度做成大量失業人口。香港的工業佔整體勞動人口的比例從1981的41.3%下降至2006年的9.7%;期間，金融、保險、地產及商用服務等高增值行業則從4.8%跳升至26.9%。 在1960年代，香港的金融、地產都是更多由英國人領導，如匯豐、怡和、太古便是香港戰後最大的三間公司，由東南亞轉移到香港的資本不少便是存在這些英資銀行或投進工業市場，最初的金融工作不少落入英國財金專家的手上，但隨住香港經濟轉型，越來越多人在香港土生土長接受英式教育的新一代學習金融，使香港人口成功由工業主導轉為更多的在金融、地產上。
東南亞各國的資金都集中在香港一城，而且這些資金帶動了其他有固有行業，工資、商機大增，大量資金流入亦使香港金融業在70年代起高速起飛，富有的移民帶動了社會的發展，不少偷渡客亦致富，而香港自1945年人口到1980年增長了十倍，當中的富有人口推動了私人樓宇的發展和商機，不少地產商成功致富，改變了華人富豪都以東南亞福建商人為主的局面，現今華人首三名富商都是香港地產商，由本來的不起眼投資者成為世界華人富豪，而且首三名富商略略高於第四名的東南亞福建首富郭鶴年，而且財產遠拋傳統四大富豪家族之首利希慎家族15倍。利希慎家族在1950年起亦大大投資在銅鑼灣購物區南部(原碼頭區)的地產，在2012年仍是香港第18大富豪，而香港最富有的人大多從事地產行業。，東南亞起家的福建富豪如郭鶴年亦大力發展香港的地產行業，他在香港亦有香格里拉酒店、嘉里建設等公司，因為東南亞的富豪不少亦為香港人，所以華人富豪很大部份為香港人，但在1990年後，這些富豪有不少改為新加坡籍。

#### 排華、移民及資本聚集
香港經濟自1960年開始拋離獨立及排華後的東南亞國家，以下為各國和香港的經濟水平變化和移民情況。1960年代東南亞的排華事件，又使大批華僑企業家帶進龐大資金與技術。香港的發展英國政府幾乎沒有花錢，只有二戰後例外，不過英國殖民政府在香港發展的關鍵時期為香港搭建了一套走向現代化的制度。英國在香港的前期統治是比較專制的，那時香港人的生活還是非常缺乏民主的，英人在港有許多特權，對在港華人的歧視也是層出不窮。所以造成1967年文革時期香港左派配合大陸反英，紅衛兵焚燒英國大使館事件，同時爆發大規模的暴亂、大罷工直到英政府鎮壓為止。那時，香港人很不滿意英國的統治，香港的英政府也很腐敗，社會混亂，福利、就業、治安都不理想，所以人們由不滿引起反英。

##### 印尼
在民國時代，東南亞各國資源豐富， 政局相對穩定，經濟遠比中國強勁，只比香港和日本略差，而且當中經商和致富的大多為福建閩南及閩東人，而2戰後各殖民地推動民主，紛紛獨立，從此經濟走下坡以及因為華人過於富有而排華，其中一個下降得最多的是荷蘭殖民地印尼。自民國期的富有福建華人口即不停遷入香港，印尼全國人均GDP在民初是香港的70%，而大城市更大勝香港，1950年印尼因戰爭的破壞及民國時期荷蘭經濟不及英美，印尼人均GDP只有香港的36%，但仍是中國2倍GDP，略低於台灣。印尼在整個50年代人均GDP仍有中國2倍，但在排華後，華人資本大多逃到香港，印尼的經濟變成和文革、饑荒時期的中國的人平均GDP相若，此後經濟一直沒有起色，現今只有中國的66%人均GDP。

##### 菲律賓
東南亞各國在1960年前人均GDP只是略低於香港，大城市更遠高於香港，但1960年各國因為華人富有而排華，使資金外流到香港，部份後來又轉到獨立後安定發展的新加坡，以及蔣介石死亡後放棄動員全國資金反攻大陸的台灣，自1950年獨立，1960年排華，東南亞各國變成沒有建設的資本，如印尼，菲律賓經濟毫無起色。在民國時代，菲律賓為世界強國美國唯一的殖民地，華人和美國人都集中在馬尼拉，第一大城市馬尼拉教育，商業等都遠超香港、新加坡，而上海、孟買更望塵莫及，此時民初1913年菲律賓人均GDP為988，香港為1279，菲律賓商業重城馬尼拉更高達香港三倍。在國民政府的黃金十年中，菲律賓更保持住大陸三倍的人均GDP，1938年中國大陸為562，菲律賓為1428。二戰後，美國在全世界推動民主，首先讓菲律賓獨立，之後印尼，馬來西亞，新加坡亦相繼獨立，從此，除了華人主導的新加坡成發達國家外，馬來西亞人均GDP現今還有中國兩倍，而印尼只有中國70%,菲律賓更只有44%。當中菲律賓自日本向美國宣戰，攻打菲律賓，後人均GDP至1995年幾乎無增長(戰後隨即獨立)，由中國的3倍到1990年被中國超越以及現今的只有44%。菲律賓在獨立後，人民都認為福建人霸佔了他們的財產，在民主的支持下，政府掠奪了不少華人的財富，而當地人接管後管理不力，使菲律賓大量富有華人移居香港，而且不少為富豪級。至今，香港還有很多福建晉江籍富豪在香港以及菲律賓都有大量的投資，如富豪陳永栽的裕景興業 陳永栽的近十年的資產在菲律賓的富豪首5位，亦大量投資在香港，現財富大約為李國寶家族以及許世勛家族的總和。同為晉江籍的菲律賓首富施至成亦經常和香港的富豪合作，現財產為58億美元，略低於香港第五位的富豪，香港有大量由菲律賓抵港的富商，大多亦同為晉江籍，很多亦和菲律賓尚有商業往來，而且有不少親屬仍在菲律賓經商，部份除經商外，亦有參與政治，如全國政協常委洪祖杭，個人用於各項公益事業高達1億人民幣，另外和菲律賓關係密切的晉江人開辦大量名校，如以莊啟程命名的保良局莊啟程預科書院，因為大量學生爭相報讀，使莊啟程成為最受香港人熟識的晉江人之一。

##### 台灣
當時世界的華人資本絕大多數都是東南亞福建華僑(現今又加入香港富商)，因排華等原因，他們先後把香港、新加坡和台灣推進可和世界列強競爭的國家，當中以台灣的進步最多，台灣在大陸黃金十年高峰(1938年)時人平均GDP是1306GHD，為大陸2.5倍，到1945年被盟軍破壞後只剩回453，比大陸更低，整個50年代亦只有英國的10%多些，香港的40%多些，加上沒有了人口優勢，中華民國在世界上只是一個弱國，當時台灣的國策為反攻大陸，經商環境惡劣，重稅而且有戰爭風險，因為不少台灣人亦是由福建閩南地區在二戰後移居台灣的，不少這類富商以至中產亦移居香港，中產多聚居在銅鑼灣至太古一帶，少部份會去福建人和福建商會密集的上環，主要轉變為蔣介石死亡前後，在70年代，香港、新加坡和台灣(特別是75年後)經濟都拋離東南亞，台灣在1980人均GDP為5260GHD，而英國為12931GHD，達50%，大陸為1061GHD，達5倍，雖然難比歐洲，但亦不算貧窮國家，香港亦少了不少來自台灣的移民 台灣的主體亦為閩南人，佔75-80%的總人口。

##### 新加坡
新加坡和香港有相似的歷史，曾為英國殖民地，而且主要為華人的國家，而兩者的華人都是來自廣東和福建，唯一分別的是新加坡主體為福建人，佔40%，香港的主體為廣東人(包括廣府、客家、潮州)，佔45%，但新加坡有三成的非華人，包括為數不少的馬來人、印度人。新加坡和香港是國際上公認的主要的競爭對手，香港政府在施政以及建議施政時經常把兩者作為比較，特別在東南亞的資本上，而上海則和孟買等發展中大國金磚四國的大城市為主要競爭對手。香港在近30年的人均GDP都和新加坡相約。新加坡主要與香港競爭的是東南亞資本，在六十年代，新加坡獨立初期，香港的東南亞資本吸引力遠高於新加坡，其後後者的政權認受性慢慢增加，至今新加坡取得的東南亞資本已經越來越多。被Forbes歸入新加坡首富、華人富豪榜第十一位的黃志祥家族其實很平均地投資在香港以及新加坡，他的2大公司中的香港信和集團總部在香港，而新加坡遠東機構的總部在新加坡。 新加坡的富豪幾乎全部都是福建籍，當中又和香港的福建籍商人有密切的關係，而被歸入新加坡的富豪其實很多亦把香港作為主要投資地，很大量事業亦在香港，亦和香港其他籍貫的商人有密切的往來。香港的地理位置比新加坡優越，亦是南洋資本家(絕大多數為福建籍)和中國大陸的主要投資以及資金避險的中轉站，所以大多數的南洋富豪都有事業在香港，但因為新加坡沒有經歷香港偷渡潮，而偷渡潮人口亦一直有把親屬申請到港，新加坡沒有大量較低學術水平人口湧入，但仍有大量學術水平較低的非華人，包括馬來人、印度人等，佔總人口大約三成，新加坡在近15年人均GDP都比香港高25%，但在世界華人資金的中心方面比香港失色，香港是世界華人特別是南洋的富豪的資金中心，在中國大陸富豪開始不停增加的時候，閩籍資本家仍佔多數，在頭50名中有18名為閩籍資本家，加上香港和澳門總和有10名，華人富豪有28名與香港關係密切。
新加坡在近十五年的人均GDP都是亞州四小龍第一位，而香港的金融中心地位則比新加坡更優越，在大多數金融中心排名上，香港都比新加坡略高。

## 1980至2000年人口改變

### 華人

#### 吳嘉玲案、水上新娘、無證媽媽、特赦小孩
這些事件使大陸移民香港人數急增，而因為香港的漁民大多來自海陸豐，特赦小孩亦以海陸豐人為主。

#### 大陸妻子及家人
而1980年後由於大陸改革開放及香港政府實施即捕即解，因為大量男子偷渡來港，香港70年代男女性未婚人口比一度去到3:1-5:1，香港女性的擇偶條件變得非常高，很多香港本土非逃港者的男性不少亦達不到香港女性非常高的擇偶條件而回內地娶妻，同時亦得到更多選擇，香港男性回內地結婚或把妻子及未成年子女申請到港，在1980年後香港的人口增加主要來自和中國大陸的通婚和家庭團聚。
香港的公共房屋的建造源於1950年代的應付自1945年大量抵港的大陸新移民，主要居住了各時期遷港又沒有資產的新移民，所以在各時期遷港的第一批移民均要住在一些很簡陋的居所如木屋，並再申請及輪候一段時間才能搬進公屋居住，根據2011年的人口調查，現今住在公屋的人口佔全港人口30%。
香港和內地通婚人數在90年代每年都超過2萬宗，在近年回落，但每年都超過1萬宗。

#### 中資機構人士
香港本來的人口結構以廣東、福建為主體，除了和內地妻子結婚和在港產子外，改革開放後，中國政府因開放市場的需要，很多中資機構在港工作，這些移民以上海人和北京人佔最多，香港自此亦有了小量北京的社區團體和大量加強了香港的上海社區團體。後來，香港部份行業亦有了普通話的媒體，鳳凰衛視亦僱用不少內地非廣東，福建籍人。但是限於入境法令，中資機構人員（持有因公往來港澳通行證人士）不能取得香港永久居留權。

#### 逃港者的內地親屬以及莊豐源案
在偷渡潮抵港的港人，不少在內地已有妻子、兒子、兄弟姊妹，使珠三角及廣東沿海地區，特別在廣州，出現父親是港人，兒子是廣東人的情況，雙非嬰兒的莊豐源案也是在這環境下產生的社會問題，1980年後也不停有廣東親屬抵港，但因為來港名額有限，長大成人的兒子和兄弟，一般很多年後也排不到，但內地新娘等候數年便可到港。香港關於雙非嬰兒的政策也大多數是與廣東省政府商討的。莊豐源的祖父莊曜誠在1978年偷渡到香港，而莊豐源父親莊紀炎30年內也沒有居港權，直到兒子在2001年取得永久居民身份後，莊紀炎亦在2009年取得香港永久居民的身份。

#### 內地人移民配額
從1990年到2001年，移民香港的內地人有533,552名。單程證每天配額150，分佈如下：
| 數量 | 組別           | 解釋 |
| ---- | -------------- | --- |
| 60人 | 兒童入境名額   | 享有香港居留權童，年齡不限 |
| 30人 | 夫妻兩地分居者 | |
| 60人 | 非指定名額     | 48個配額予來港配偶偕同的一名14歲以下子女。12個配額分給其他組別，包括在內地14歲以下無依靠兒童，來港照顧65歲以上父母申請人，以及來港接受遺產者。 |

然而這是中國大陸制定的來港人口政策，香港暫時沒有權參與，形成了一個被動的局面。

### 外傭
因為香港經濟起飛，此期間僱用外籍家庭傭工的家庭大增，而香港人口的統計包括居港權的菲律賓和印尼傭工，及旅居香港的學生等。現今700萬人口中永久居留地是香港的中國籍人只有接近650萬，佔總人口的91.8%。在2011年的人口普查中，沒有居港權的菲律賓和印尼傭工各佔香港700萬人口的1.9% 在八六年在港的外傭人數只有廖廖二萬八千多人，但至兩年前已急升至二十八萬。

## 2000年以後人口變化

### 居留權
任何人若要進入香港，除了獲得簽證豁免者以外，其他人都必須先行取得入境簽證。而進入香港的遊人，其在香港的居留期限亦不得超過入境時所指明的期限，否則仍然需要向入境事務處申請入境簽證。
任何人在未有設限的情況下，不論國籍，只要在香港居住滿七年，就可以得到香港的居留權，取得香港永久居民身份。值得註意的是，內地人若要進入香港，不能向入境處申請，而是要透過他們所在地的公安機構。香港入境處並沒有審批他們來港的權利。

### 大陸妻子、投資、優才移民

#### 婚姻、逃港者親屬
根據香港入境事務處（入境處）的數字，由2000年至2010年首6個月，即約10年的時間，持單程通行證（「單程證」）來港的人數超逾50萬人，相等於現時香港700萬人口的7%，即每100個香港人，便有7人是在過去10年間持單程證來港的。入境處的數字亦顯示，這些持單程證來港人士中有72%，即約36萬人，是15歲及以上人士，他們的年齡中位數達27歲至30歲。以今年最新一季，即第二季數字為例，在10,698人持單程證來港人士中，有8,599人，即八成人是15歲及以上。過去17年時間，已經有約100萬名新移民為了家庭團聚。 2004年至今通過單程證來港的內地新娘達到73.7%，成為新移民主體。
就這些數字，部份香港人認為有兩個值得關註的問題。第一是他們的教育程度，以及第二是他們在內地的工作經驗。在這三十多萬15歲及以上的單程證人士中，有九成人的教育程度是在中學或以下，包括有七成人，即約25萬人是中學程度；有兩成人，約65,000人只有小學程度。第二，是關於內地移民的工作經驗，這些持單程證人士有近一半人，約176,000人，在內地的工作只是料理家務者。從以上的數字看來，約有七成人來香港時已經超過15歲，平均年齡更達27歲至30歲，教育程度一般是中學水平，而且有不少人過去只是料理家務者。由於香港已進入知識型經濟社會，以他們的條件，實在難以相信他們可以找到一份高薪的工作。 香港大學社會工作及社會行政學教授梁祖彬指出，新港人的家庭與一般香港人家庭有所不同，丈夫一般比較年長，平均比妻子大7歲左右，且新港人主要來自廣東省，內地依親赴港定居人士赴港定居內地人士84%為廣東人，大部分是來自汕尾、江門、惠州以及廣州，僅2007年至2011年20萬內地到香港定居的人士中，廣東就有11.5萬，新家園社會服務中心亦在廣州舉行新移民論壇。 新港人到港最大的困難是居住環境問題，申請租住公共房屋的佔61.5%，其次是協助尋找工作及職業技能培訓。他們在香港的就業機會面窄，主要工作為非技術工人，行業為批發、零售、飲食和酒店。勞動參與率低，其中衹有45.7%的新港人參與勞動，收入為本土香港人收入的六成。去年，香港「專才計畫」共收到57062宗申請到港工作，批准了8088宗申請，較2010年獲批核的7445宗申請，上升8.6%。新來港人士主要有超齡子女、跨境婚姻、子女投靠父母、父母投靠子女、照顧父母等幾種類型。2004-2011年2月底，持單程證抵港的新移民逾31萬。其中，73.7%為女性，即內地新娘。居港尚未滿七年的內地新娘已成為「新移民」的主流。新移民中有46.8%居住公營租屋(公屋)，40%住私人租屋，6%住政府居屋，其他佔7.2%。一般剛來港的新移民一家三四口擠在10多平方米的小間板房內可謂司空見慣，四五口人擠在七八平方米的房內亦不乏其人。

##### 假結婚
香港有大量的假結婚個案，當中絕大部份亦是和廣東省有密切關係，廣東省公安廳經常和香港入境處採取聯合行動，破獲假結婚集團。早在2007年，廣東省和香港的執法人員瓦解3個假結婚集團和4個位於深圳的偽證工場，檢獲1千2百張假證件，包括偽造的香港身份證、回鄉證、中國居民身份證、結婚證明文件和偽造的中國執法機關印章。行動中有91人被捕，懷疑涉及廣東省和香港兩地400起假結婚個案。葉劍坤表示，當中有人利用偽證先後兩次假結婚。 在2012年，假結婚活動又呈現上升之勢 香港來自廣東省的假結婚個案多不勝數，使香港的廣東籍人口日益增加，新移民更達84%，其他各省籍人口的比例自1950年，特別是1980年後一直下降

#### 投資移民
《2011中國私人財富報告》顯示，13億的中國人口只有50萬人投資資產超過一千萬。
2003年10月，香港開始實施資本投資者入境計畫，目的是方便世界各地有投資意願人士申請香港居留權，以引進資金和人才。按照該計畫要求，只要在申請該計畫前兩年擁有不少於650萬港幣資産，並在規定時間內把650萬港幣以上的資金投資到香港房地産或金融資産，便可獲原則性批准。隨後，投資者需提交投資到位的相關證明，即可正式獲准在港逗留兩年和續期。在香港連續投資達到7年，便可申請永久居留權。
2010年10月，香港提高了投資移民的門檻，將金額提高到1000萬港幣，為防止房價上漲，影響港人置業，還規定這筆資金不能是購樓款。
2015年1月14日，時任香港行政長官透過《2015年度香港行政長官施政報告》宣佈《資本投資者入境計劃》於翌日（1月15日）停止接受申請，處理中之已經遞交的申請則繼續進行。

#### 專才移民
本港近10年有46萬新移民來港團聚，每年透過專才計畫引入3萬名新血，而近10年間金融及商業服務從業員增長不足兩成至65萬名，同期香港主要競爭對手新加坡的人數則上升近一倍至60萬，已追近香港。至於新移民學歷方面，新加坡的質素更遠超香港。入境處為內地及海外人才設立5項入境許可證以來，香港平均每年吸引不足3萬名專才，佔總勞動力少於1%。以2011/12年度為例，根據「輸入內地人才計畫」簽發的工作簽證約8300個；憑「非本地畢業生留港/回港就業安排」及「資本投資者入境計畫」發出的簽證各為約5000個，而以「優秀人才入境計畫」簽發的入境簽證僅273個。星八成移民有大專學歷，而香港只有16%。對比星洲，過去10年平均每年吸納7.5萬名海外人士定居，當中近八成為大專程度畢業（見上圖）。金融業情況更為明顯，根據「第一太平戴維斯」統計，香港於01年金融及商業服務從業員數目為55萬人，至2010年增加18%至65萬人。2001年星洲的金融及商業服務就業人數約32萬，10年後躍升至近60萬。另一方面，本港過去10年有46萬新移民透過家庭團聚申請單程證來港，但大部分是婦女和兒童，多屬基層，相對星洲來說，香港的新移民學歷較低。據香港統計處2011年資料，84％新移民只有中學或以下學歷，其中初中學歷佔多數，達41％，專上教育只有16％

#### 內地學生
截至2008年，已有內地的3萬學子成為香港居民。

#### 超齡子女
2011年1月，中华人民共和国政府決定，2011年4月1日起香港人在中國大陸的超齡子女可以分階段申請來港。
2012年12月5日，保安局局長黎棟國表示截至2012年10月月底，中國政府共接獲了逾38,000宗由香港人的中國大陸超齡子女提出的單程證申請，其中香港政府已經完成28,000宗初步審核，當中23,000宗獲得批准單程證。
出現父親是港人，兒子為廣東人的情況主要是因為偷渡潮，亦較多為貧窮人口，很多香港人亦反對把超齡子女申請到港。

### 雙非嬰兒和外傭居港權
這兩單官司皆是在李志喜資深大律師(接受法援處邀請)和香港政府之間，2001年莊豐源案案確立了所有在港出生而父母又是中國居民的嬰兒擁有居港權，引致至今17萬內地嬰兒在港出生，而數字近年不斷上升，據統計，41%雙非嬰會在六年內回流。
而外傭居港權則仍在審訊中。這兩單官司均對香港的人口政策有正面及負面的影響，而受到多數市民的強烈關註，支持者認為雙非嬰兒為香港帶來大量嬰兒，能夠在20多年雙非嬰兒大專畢業後為香港帶來大量勞動力，而外傭亦可為香港帶來大量能以英語或東南亞語言溝通的新香港人，使香港更國際化。負面的影響為外傭有居港權後不工作便可領取多於以外傭身份工作所得到的工資，而政府至少要為雙非嬰子付出100萬來養育，反對者甚至舉辦遊行示威，示威包括反雙非嬰兒和反外傭居港權。
現今單單菲律賓及印尼外傭已佔全港人口的4%，超過27萬人口，現今幾乎所有菲律賓及印尼籍的非華人亦沒有居港權。這些爭議主要來自福利的考慮，很多現今香港人認為現今的醫療、教育、房屋都遠勝1980年限制移民前，而現今的福利都是過去合法和非法進境人士努力工作的成果，而政府的收入實來自高地價政策及納稅人，認為香港人的福利不應輕易地被攤分。香港絕大多數人口均反對這兩居港權方案，而反對外傭居港權的達99%。
在香港定居的菲籍人士並不止限於菲籍傭工。事實上，從戰後到現在都有不少菲律賓人到香港的酒廊或消閒場所主持樂隊或擔任樂師。此外，也有不少殖民地時期來港工作的南亞裔人士，以及來自印尼、泰國的家庭傭工。
限制外籍傭工取得香港永久居留權的《入境條例》條文於2011年9月被香港高等法院裁定違反《基本法》，如果外傭一方最終勝訴並成為案例，有可能引致數以十萬計的外傭及其家人取得永久居港權，甚至改變香港的人口結構。

### 人口遷出
主要為回鄉定居，絕大多數在廣東省，當中又很大量在廣州。 香港亦有廣東省回鄉養老計畫，參與的老人達15萬。還有種種原因，如探親、經商等，所以有香港居留權的人比650萬常住人口多很多，而650萬常住人口只計算某一日的統計人口，亦不包括當日在外旅遊以及工作的人口。逃港人口回鄉使在廣東多地，特別在廣州的中港文化再融合，廣東省不少電影劇的老一輩人有逃港回鄉的背景，如廣東省著名粵語長編電視劇外來媳婦本地郎。

## 分區人口遷移史
根據移民時段，亦可分為四段

### 1891年以前早期人口
由開埠到1891年，香港（不包括仍屬廣東寶安縣（寶安縣的新界地區 ））人口只有20萬，當中又大多以苦力和建築工人為主，或是華工經香港出洋，很多都是流動人口，聚居於維多利亞城和九龍，早期移民亦較多在六十年代被廣州話同化。

### 1891年-1949年民國人口
1891年到1949年民國人口分為廣東系、福建系。
廣東廣府系大多聚居在深水埗區和黃大仙區、九龍城、觀塘區內陸。
廣東潮州系大多聚居於黃大仙區以及觀塘區。
福建系大多聚居在東區，觀塘區沿海，以及九龍城區何文田、紅磡等地。

### 1950-1980年偷渡及移民潮
偷渡人口、民國親屬以及南洋人口
偷渡人口亦分為廣府系、客家系以及閩南系。廣府系大多先聚居在九龍，以及香港島的郊區如南區以及柴灣一帶，及後移入近九龍的擴展市區。客家系大多聚居在新界的鄉村，所以新界除了大埔區、北區以及元朗區，亦大多為廣府人。閩南系主要為海陸豐人，大多聚居在九龍的黃大仙區、觀塘區。
南洋人口大多遷入港島區，不少亦進入九龍城區何文田、紅磡等地，南洋移居香港的人口大多為閩籍，南洋資本地產商嘉里建設亦在何文田以超過100億投地，而九龍城區的閩南語人口亦遠超第二、三、四的吳越、客家以及潮州，等於三者的總和。此外，亦有閩東人。
民國親屬大多在廣東人以及福建人在民國時移居的地區或附近居住。
1980年到2010年代偷渡人口親屬、南洋親屬、投資移民、中國政府/中資機構人員
偷渡者親屬以及南洋親屬大多在1950-1980年移居的地區或附近居住，早年大陸投資移民多在西半山一帶居住，近年大陸投資移民多在九龍站一帶居住，中國政府/中資機構人員多在西環半山或九龍站一帶居住。

### 廣府系人口的分佈
香港人口現今大約有六成左右来自广府民系，包括南番顺、四邑、香山、东莞、粤西、广西东部等，分布遍布全港。

### 閩語系人口的分佈
以語文數據計算，香港可能有200萬以上的閩民系人口，厦漳泉地區的閩南人約佔100萬；而来自閩東者约20万，来自興化（莆仙）及福建其他地區者约15万。廣東潮汕地區的潮州人（屬於閩南民系）約70萬，海陸豐及惠州的學佬人（即閩南人）約50萬。
较多閩語人口的區份
- 可能有35萬閩南人在東區，10萬其他福建籍人士，共約45萬人，佔了東區私樓人口的大部份，佔全區的七成以上人口，東區已佔港島區一半的人口。
- 早期人口在中西區以及灣仔區，後來在南洋移民潮又遷入南區，但更多是從1950-1980年代從南洋遷入，政黨佔計人口總和約30萬所有閩籍總和[191]，佔全區的50%人口，這三區總和為閩語人口第二多的地區。

其中一部份為閩語人口的區份
- 第三多的是觀塘區，其廣州話以外人口的人口母語，大約三分之一為閩南話，為15萬閩南人和5萬其他福建籍人，總共約20萬，佔全區的33%人口，觀塘區以港鐵相連北角以及鰂魚涌，吸引不少閩籍人口居住。
- 第四多的是九龍城區，有大約11萬人口，大多在九龍塘、何文田和紅磡，亦有4萬其他福建籍人，總共約15萬，佔全區的40%人口，紅磡有巴士到銅鑼灣，有船到北角，是銅鑼灣以及北角一帶人口的延續，九龍塘、何文田的新樓區是紅磡人口的延續，戰後大量閩籍人口遷入銅鑼灣以及北角，使北角成為世界上人口最密集的地區，因為北角位於港島，房租高企，負擔不起北角的房租的人口便在紅磡聚居，成為紅磡人口的壓倒性多數，後來南洋移民潮使人口擴至何文田以及九龍塘。
- 第五多的是西貢區，有大約10萬人口，亦有3萬其他福建籍人，總共約13萬，佔全區的30%人口，西貢區的將軍澳以港鐵相連北角以及鰂魚涌，吸引不少閩籍人口居住，不少是近年從大坑、跑馬地、東區唐樓遷入。

有閩語人口分佈的區份
- 第六多的是荃灣區有9萬5千，亦有3萬其他福建籍人，總共約12萬5千，佔全區的24%，中西區唐樓林立，荃灣區在數十年前開發的新市鎮，人口主要來自附近深水埗區、黃大仙區、油尖旺區的廣府系移民，因為中西區以至油尖旺區周邊沒有大量的新開發區，最鄰近的便是荃灣區，所以亦有不少中西區的唐樓換樓客，而中西區亦有很多福建籍以及潮州籍人口，語文數據顯示，兩者人口相若。
- 第七多的是葵青區，略少於荃灣區，葵青區是荃灣區人口的延續。
- 以上七個區份已佔了閩語人口的大多數，其餘的區議會分區閩語人口都在5萬以下。

較少閩語人口分佈的區份
- 黃大仙區有約5萬人口。
- 在廣府人密集的油尖旺區和深水埗區有1.5萬人，佔全區3%以下人口。油尖旺區除了九龍站一帶大多為中國大陸投質移民，以及重慶大廈全球化的居民外，華人居民很多都原籍四邑或廣州，深水埗區更以四邑人和廣州人為絕大多數。

非常少閩語人口的區份
- 在客家人密集的屯門區、元朗區、沙田區，只有2300至3000人左右。
- 最少的大埔區、北區以及離島區更只有543-851閩南話人口，按推算只有8300至13000人，大約只有該區2-3%人口。

根據遷移時段又可分為三類
- 早期轉口貿易移民，民國時代的轉口貿易以及華僑商號幾乎全部由福建人控制，如杜四端的兆豐行、林碩夫的謙和泰、王漢程的謙益等，他們大多與其餘各路商家一同居於中上環半山，也有不少人在中上環一帶經營海味、茶葉貿易。
- 早期貨物轉口移民，居於灣仔廈門街、跑馬地以及銅鑼灣一帶。
- 戰後或南洋移民(包括富豪、中產、平民、基層)，居於山頂、南區豪宅區、西半山、中半山、渣甸山、大坑、跑馬地、北角、鰂魚涌、觀塘區沿海、九龍塘、何文田和紅磡一帶。負擔不起港島豪宅的閩籍南洋富商一般會買九龍塘以及何文田一帶的豪宅，使福建人聚居地深入九龍，亦使九龍塘、何文田一帶公屋、豪宅互存。九龍塘以及何文田本來亦是逃港者集中區，廣東籍富商密集的地區在以及各路富商雲集的山頂、南區．亦有很多在廣東人為主要大多數的深水埗區以及油尖旺區。
- 80年代後依親移民，居於上環、北角、鰂魚涌、觀塘區近北角、紅磡。
- 近年換樓移民(部份為新移民)，居於觀塘區與北角相連的港鐵站、西貢區相連的港鐵站、荃灣區、葵青區，部份富有人仕轉入西貢區的大宅，以及部份中產轉入西貢區的村屋中。

具閩語人口特色的地區
- 中西區、灣仔區以及南區部份地方
- 銅鑼灣、大坑、天后、渣甸山、跑馬地一帶:這一帶的人口以閩籍為主要多數，銅鑼灣在香港人口飛升前人口密度不及維多利亞城多，自清末民初反清革命以及軍閥混戰，使很多在南洋經商的閩籍富商把子女遷入香港，當中富有人士很多都聚居在這一帶，香港早期的富有人士都只在西半山，而港英政府因中國內戰而把香港的經濟收益由鴉片貿易轉為賣地收入，港英政府開始開發這一帶以提升地價，香港人口亦由20萬上升到高峰160萬，因早前銅鑼灣天后廟吸引大量福建籍人仕聚居，所以很多南洋富商也選擇到這兒定居，銅鑼灣避風塘現今亦有水上天后廟。大坑山頭本為荒地，亦以高價賣地給南洋富豪包括胡文虎等，虎豹別墅一帶早期南洋閩籍富豪密集，現今則發展為以較富有的中產人口為主的地區，後來也有不少閩籍人口從北角一帶遷入，此社區現今一直擴展到渣甸山一帶，在語文未統一的年代，虎豹別墅附近社區皆與新加坡、福建無異，他們的財力比西半山那些鴉片商還高出很多，銅鑼灣亦獲發展成中環以外的另一個消費區，漸漸發展成世界購物中心，消費者包括全港島的人口。南洋各國的富豪至今大多數仍很大量投資在香港，他們的親屬不少都被安置在這一帶。這一帶有很多人都是閩籍後代，有很多50歲以上仍以閩南話為母語或閩粵互用的人仕，至今閩籍以及閩僑後代最集中的地方實在跑馬地以及大坑一帶，基督教會香港閩南堂總堂亦設在跑馬地，分堂則設在北角和香港仔。這一帶不少的住宅以及商店物業很多都由南洋富商持有，如菲律賓閩籍富商破全球最貴記錄月租的京華中心，後又加入香港以及世界各地的商家，亦引來來自全球的購物者，是聞名世界的購物區。此區和北角一樣，在語文未統一時通行閩南話，銅鑼灣市區已老化，主要收購重建者同為以收購銅鑼灣和北角區為主的閩籍華僑的金朝陽集團。香港的所有籍貫富商都集中在山頂，其餘較富有的不少在西半山，但天后的柏景台呎價亦一直高於相近類型的中環半山嘉兆台很多[192]，銅鑼灣的起步遠比尖沙咀以及中環遲，而且在維城以外，在戰後移民潮以前，全港島乃至全港的消費中心仍是中環，這一帶實由南洋閩籍富商帶起的，而銅鑼灣成為香港以至世界上最重要的購物。香港是福建最大的外資來源地，佔到全部外資的一半以上，而閩籍人口只有一百多萬人，遠比近二千萬台灣閩籍人口多，當中亦有不少在這一帶以及北角居住。[193]因為香港的富人愛住山頂以及南區，所以大坑以及渣甸山仍以閩籍富商為主。香港是世界各地華人的資本中心，南洋的富商大多數在香港都有企業，除了山頂、南區外，他們來港時很多都在銅鑼灣、北角以及大坑一帶居住。銅鑼灣、大坑、天后一帶亦有很多日本人和英美人士。銅鑼灣、大坑、跑馬地一帶的居民一直是以福建籍為主要多數，在百德新街的舊樓區，仍可見到成立了數十年的福建同鄉會。跑馬地、大坑、渣甸山一帶因為交通遠不及北角以及銅鑼灣，很少後來遷入的人口，所以比北角一帶的閩籍人口更密集。這一帶的人口不少為南洋閩僑或民國時期的閩籍移民。南洋閩僑的人口由大坑、渣甸山一帶伸延到北角半山。而西灣河半山因為沒有富商聚集，至今仍是公屋區。閩南人與水上閩南人語文相通，銅鑼灣、北角以及鰂魚涌亦有較富有的水上人聚居。跑馬地亦大多為唐樓區，但亦有收入很高的2000呎以上新樓在跑馬地半山，跑馬地家庭收入中位數有55000[194]略高於炮台山:50000[195]。七十年代起親屬移民潮為主亦有部份福建人南下銅鑼灣、跑馬地到鰂魚涌唐樓區一帶尋找親屬。
- 北角、鰂魚涌舊樓區:這一帶的人口以閩籍為主要多數，是銅鑼灣一帶人口的延續，民國時期人口不及銅鑼灣一帶多，但戰後香港人口由50萬上升到220萬，數十萬閩籍人口南下，很多都進入北角區，北角成為全世界人口最密集的地區，而人口以福建籍為壓倒性多數，這些人口或他們的第二、三代成為東區私樓人口的大部份，不少人仍懂或仍說閩南話，北角新樓亦有不少閩籍富商聚居，由銅鑼灣、跑馬地一直到鰂魚涌的華人人口都是以閩籍為大多數，而北角則在中心，北角一帶亦是廣為人知的小福建社區，維多利中心的福建社團聯會為近年全港閩籍人口聯誼的地方，亦有其餘商家，構成多元文化，銅鑼灣以及北角亦有不少閩語系富商華僑聚居，不少南洋商家後代手持最少數個物業。隨住語文統一，這一帶營商的人以及住客亦有不少為非閩籍，閩籍商家亦歡迎非閩籍人口租住或購買這一帶的物業。近年很多中國大陸人在北角站一帶街道上，使環境變差，加上蔡素玉議員熱心幫助新移民，北角站一帶有不少新移民以及中國大陸遊客，春秧街、馬寶道一帶的商販實有部份為福建籍以及上海籍新移民。銅鑼灣到鰂魚涌的人口不少都是南洋華僑，位於中心的北角半山有閩僑中學以及培僑中學，在遷入小西灣前，北角亦有福建中學，北角半山人口的財力和北角沿海樓、新樓、大坑一帶相約，但仍以渣甸山獨立屋的富商更為富有。這區仍有很多早期民國移民以及戰後福建籍以及上海籍移民居於較新的單位或仍居於唐樓中。這一帶的人口為很多為二戰後移民、南洋華僑，亦有部份為民國移民、以及新移民。北角舊樓區以前亦是富人區，有全世界最高的大廈，因為在港島，而且鄰近全港消費中心銅鑼灣，現今的新樓呎價高企，亦是銅鑼灣以外所有閩籍人口聚居地之中呎價最高的，舊樓亦有重建價值。隨住福建籍人口不少由大坑到鰂魚涌一帶的唐樓遷入新樓呎價只有北角50年唐樓一半呎價的本為堆填區的西貢區新樓，如日出康城以及僑冠大廈的呎價分別[196]，有另一批人口遷入，包括在附近工作的人口。北角已經有很多唐樓，以50年樓齡以上樓宇為主的銅鑼灣購物區有很多舊樓的衛生情況遠比北角的舊樓區差，加上食市排放的污氣和廚餘，北角的唐樓情況仍較佳，但銅鑼灣地舖租金高企，一般裝修不俗，加上街道上人士以全港島較富有的人仕為主，很多人沒留意。北角近年不停建新樓，外區以較富有的閩籍人仕為主的人口又再遷入。
- 北角以及鰂魚涌40年內的新樓:因為戰後大量閩籍人口由福建南下，當中很多都聚居在北角、紅磡以及觀塘，北角的人口全世界最密集，房地產價格高企，因為放租的利潤高企，很多人也不願賣樓，他們即使帶了黃金南下亦買不到樓，太古便在福建人聚居的鰂魚涌旁的岩洞發展成為住宅區，加上大坑以及北角的樓宇開始變舊，較富有的移入炮台山、天后一帶的新屋苑，但更大規模地進入鰂魚涌新建太古城等私人屋苑，亦有不少戰後移民仍留在唐樓一帶，但大坑到北角等唐樓區亦接收了部份南洋以及中國大陸移民，此時柴灣一帶人口仍主要為逃港者以及木屋區。太古城一帶早期大多為原北角唐樓居民，在數十年前把物業出售，而搬入鰂魚涌的新發展區，以中產為主，近年很多都遷入西貢區的新樓。這一帶的人口主要是民國時期的閩籍移民或南洋華僑移民。較富有的家庭大多買炮台山或天后一帶的物業而使用銅鑼灣購物區，但太古亦有購物區，服務柴灣一帶的人口，但太古城鄰近公屋區，使呎價不及北角相近樓齡的住宅。香港有很多閩籍人口集中的區份，不止北角。而福建籍人口是以開埠以來的聚居地銅鑼灣為中心居住，但因為土地有限，才不停向東移，形成現今東區私樓以閩籍為主要多數的情況，越往東樓價越低，北角則成為香港閩籍人口分佈的地理中心。
- 柴灣以及筲箕灣私樓區:東區私樓區人口亦大部份為福建籍，外區換樓客較少進入北角以東，但柴灣以及筲箕灣公屋私樓亦存，此區有福建中學和培僑小學，以及其他由北角遷入的學校，人口大多是北角一帶的第二、三代。福建籍港人在柴灣以及筲箕灣的影響力不及銅鑼灣、大坑、跑馬地、北角以及鰂魚涌，但仍佔區內不少數量的人口。
- 紅磡:九龍區的小福建，這一帶的人口以閩籍為主要多數，紅磡一帶地價比北角以及鰂魚涌低，亦有船直到北角，有巴士直到銅鑼灣，負擔不起北角以及鰂魚涌一帶樓價人口大多在這些區份居住。何文田、九龍塘一帶亦是福建籍商人的密集區，九龍城區有非常多的福建籍人口，九龍城區的閩南話人口為四邑話、客家話、潮州話總和的1.4倍。

福建社團聯會在2013年亦計劃設六區辦事處，港島東(大多在東區)、西(大多在灣仔區以及中西區)，九龍東(大多在觀塘區)、西(大多在九龍城區)，新界東(大多在西貢區的將軍澳)、西(大多在荃灣區以及葵青區)，大約每區服務20-40萬祖籍福建的港人。閩籍港人在港的人口大約是港島:九龍:新界是1:1:1，而全港所有人口則是1:2:3。

### 客系人口的分佈
以語文數據推算有95萬的客家人口。
最多在元朗區，按推算(即各族群大約1名該族群常用語文人口代表15.3名人口推算)有14萬，佔同區24%的人口，再其後依次為觀塘、北區、葵青。港島的客家人非常少，全港島四區的客家話人口總和亦不足2500人，而客家人在全港12個區份亦有2000人以上的人口。

### 潮系人口的分佈
以語文數據推算(即各族群大約1名該族群常用語文人口代表15.3名人口推算)有69萬的潮州人口。以觀塘區最多。

### 其他省籍人口的分佈
其他省籍人口約佔總人口的5-6%，除了逃港潮抵港的上海人和少部份各個省籍的人口以外，大多為改革開放以後遷居的，當中又以吳越人最多，大約有28萬人口，約佔總人口的4%，山東人亦有15-20萬，亦有3%。

#### 吳越人
根據2011年香港人口普查，香港的上海人主要聚居於油尖旺區、深水埗區、九龍城區、荃灣區、葵青區以及觀塘區，各區都有超過1000名什至超過2000名上海話人口殘留。香港的上海籍人口遠低於廣東籍，所以即使在全港上海籍人口密集的地區，如油尖旺區、深水埗區的華人人口都是以廣府人為主。
富有上海特色的地區:
- 油尖旺區上海街一帶:香港的吳越人只佔人口的一少部份，在二戰前的人口比例更少，當時的香港人口都是以廣東人和福建人為主，二戰前已經有不少上海人在夜總會林立的油尖旺區經營娛樂事業，集中在上海街一帶，現今油尖旺區仍是上海人主要聚居地。上海街一帶在香港開埠至今的主要色情娛樂中心，根據新報，佐敦色情4街以上海街最熱鬧[197]。
- 深水埗區部份地區:深水埗區一帶為香港上海文化最集中區份，二戰後上海人大量遷入深水埗區使深水埗區超越油尖旺區成為香港上海人最密集的地區，隨住大量廣府以及四邑人的同鄉大量遷入深水埗區，不少上海人遷出深水埗區，很多都由繁盛喧鬧的九龍遷入新界新市鎮，但都以附近的荃灣區以及葵青區為主，三區各有1200-1600名上海話人口，遠高於港島上海話人口的總和，亦是上海人最多的五區的其中三個，深水埗至今還有很多地道的廉價上海菜館，如上海萬家村小館、寶哥上海味館、金銀島上海飽、君滬鍋貼大王、誠記小籠包拉麵、為食軒、上品麻辣燙等，亦有著名嘉湖糭店舖[198]。深水埗福榮街一帶自二戰後即是上海人的密集區，因為香港上海人口只佔總人口的一少部份，即使在上海人密集的地區深水埗，數量亦難比同為廣府人集散地的深水埗，深水埗區鄰近的區議會分區皆以廣府人為主，深水埗福榮街鄰近黃金電腦商場一段，街舖約60多間，大部分租戶以食店為主，雖然不是星級酒店食府，但主要售賣特色食品，如上海菜、雲南菜及港式燒味與小吃等，現時該類店舖數目已佔去該街道約三分之二[199]，深水埗區在主流廣東文化之中亦有少量上海文化，亦是香港上海文化的集中地，深水埗至今仍有不少上海文化工作坊如香港風俗劇場II－上海風流 「文字工作坊」[200]，深水埗區是二戰後上海人抵港的重要地區，至今很多老一輩的上海人現今或曾經居住在深水埗，香港紅十字會的尋人廣告亦有很多深水埗上海人尋親個案[201]